# Aix-en-Provence
Pour les articles homonymes, voir Aix et Provence (homonymie).
Aix-en-Provence [ɛks ɑ̃ pʁɔvɑ̃s] est une commune française du Sud-Est de la France, dans le département des Bouches-du-Rhône, dont elle est sous-préfecture, en région Provence-Alpes-Côte d'Azur. Elle forme avec 35 autres communes le pays d'Aix au sein de la Métropole Aix-Marseille Provence.
Les habitants d'Aix s'appellent les Aixois.
Fondée en 122 av. J.-C. sous le nom d'Aquae Sextiae par le consul romain Caius Sextius Calvinus, Aix devient par la suite la capitale du comté de Provence.
La commune compte 147 933 habitants en 2022, ce qui en fait la 23e plus peuplée de France et la 2e plus peuplée des Bouches-du-Rhône, derrière Marseille. Elle constitue avec Marseille une aire d'attraction qui comptait 1 900 957 habitants en 2022, soit la troisième aire d'attraction d'une ville de France.
Ville thermale depuis l'Antiquité et ville universitaire depuis 1409, Aix-en-Provence dispose d'un important patrimoine culturel (architecture, musée Granet, festival d'art lyrique, Grand Théâtre de Provence, etc.) et s'affirme comme un important pôle touristique et comme un centre culturel incontournable du pourtour méditerranéen en France. Ville d'eau, elle est surnommée la « Ville aux Cent Fontaines » ou même « La Copenhague du Midi » par Marcel Pagnol.

## Géographie

### Localisation et territoire
Aix-en-Provence se situe à 30 kilomètres au nord du centre de Marseille par la route et à 20 km à vol d'oiseau de la mer Méditerranée, entre le massif de la Sainte-Victoire à l'est et la chaîne de la Trévaresse à l'ouest.
Avec 18 608 hectares, c'est la 11e commune la plus vaste de France métropolitaine et la 4e des Bouches-du-Rhône.
La situation de la ville d'Aix-en-Provence la place dans une zone dont le risque sismique est estimé entre faible et moyen, à l'instar des communes du nord des Bouches-du-Rhône. Le séisme de 1909 y a provoqué des dégâts assez importants.

### Communes limitrophes
Les communes limitrophes sont Bouc-Bel-Air, Cabriès, Éguilles, Gardanne, Meyreuil, Le Puy-Sainte-Réparade, Rognac, Rognes, Saint-Cannat, Saint-Marc-Jaumegarde, Le Tholonet, Velaux, Venelles, Ventabren et Vitrolles.
| Saint-Cannat                | Rognes, Le Puy-Sainte-Réparade | Venelles                                     |
| Éguilles, Ventabren, Velaux | Aix-en-Provence                | Saint-Marc-Jaumegarde, Le Tholonet, Meyreuil |
| Rognac, Vitrolles           | Cabriès, Bouc-Bel-Air          | Gardanne                                     |

### Hydrographie

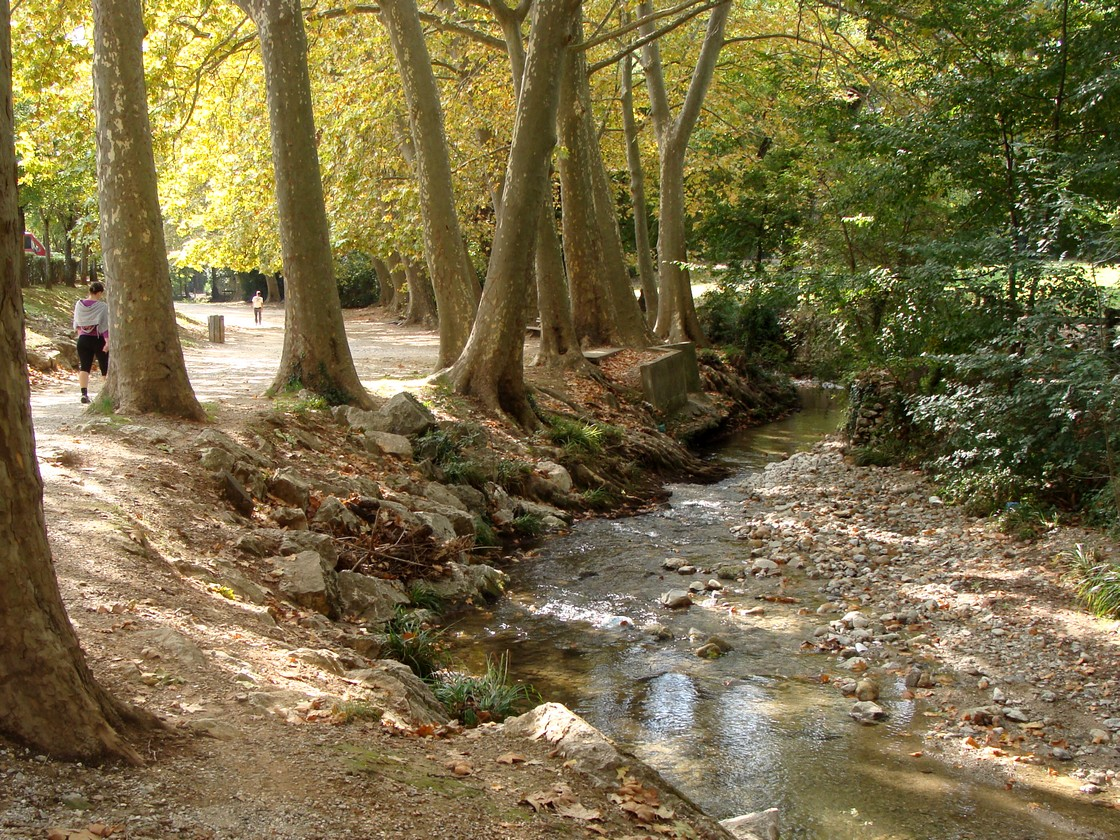
La Torse au niveau du parc de la Torse.

Les fleuves côtiers la Touloubre et l'Arc, ainsi que son affluent la Torse traversent la ville d'est en ouest.

### Climat
Pour des articles plus généraux, voir Climat de Provence-Alpes-Côte d'Azur et Climat des Bouches-du-Rhône.
En 2010, le climat de la commune est de type climat méditerranéen franc, selon une étude du Centre national de la recherche scientifique s'appuyant sur une série de données couvrant la période 1971-2000. En 2020, Météo-France publie une typologie des climats de la France métropolitaine dans laquelle la commune est exposée à un climat méditerranéen et est dans la région climatique Provence, Languedoc-Roussillon, caractérisée par une pluviométrie faible en été, un très bon ensoleillement (2 600 h/an), un été chaud (21,5 °C), un air très sec en été, sec en toutes saisons, des vents forts (fréquence de 40 à 50 % de vents > 5 m/s) et peu de brouillards.
Pour la période 1971-2000, la température annuelle moyenne est de 13,9 °C, avec une amplitude thermique annuelle de 16,2 °C. Le cumul annuel moyen de précipitations est de 621 mm, avec 5,7 jours de précipitations en janvier et 1,9 jours en juillet. Pour la période 1991-2020, la température moyenne annuelle observée sur la station météorologique installée sur la commune est de 14,7 °C et le cumul annuel moyen de précipitations est de 608,8 mm. 
La température maximale relevée sur cette station est de 42 °C, atteinte le 28 juin 2019 ; la température minimale est de −20,2 °C, atteinte le 12 février 1956,,.
| Mois                                  | jan.             | fév.             | mars             | avril         | mai             | juin           | jui.            | août          | sep.           | oct.            | nov.          | déc.             | année      |
| ------------------------------------- | ---------------- | ---------------- | ---------------- | ------------- | --------------- | -------------- | --------------- | ------------- | -------------- | --------------- | ------------- | ---------------- | ---------- |
| Température minimale moyenne (°C)     | 1,6              | 1,5              | 4,3              | 7,1           | 11              | 14,7           | 17              | 16,8          | 13,4           | 10,3            | 5,5           | 2,4              | 8,8        |
| Température moyenne (°C)              | 6,7              | 7,2              | 10,3             | 13,1          | 17,2            | 21,3           | 24              | 23,8          | 19,6           | 15,7            | 10,5          | 7,3              | 14,7       |
| Température maximale moyenne (°C)     | 11,8             | 12,8             | 16,3             | 19,1          | 23,4            | 27,9           | 31              | 30,8          | 25,9           | 21              | 15,4          | 12,2             | 20,6       |
| Record de froid (°C) date du record   | −16,6 17.01.1960 | −20,2 12.02.1956 | −12,5 07.03.1971 | −4 10.04.1970 | −1,1 04.05.1967 | 3,2 08.06.1969 | 6 18.07.1970    | 4 25.08.1969  | 1,7 29.09.1968 | −4,7 31.10.1956 | −9 30.11.1978 | −14,9 17.12.1963 | −20,2 1956 |
| Record de chaleur (°C) date du record | 20,9 28.01.08    | 22,8 17.02.1958  | 25,6 30.03.12    | 28,9 13.04.24 | 34,2 24.05.09   | 42 28.06.19    | 40,2 26.07.1983 | 40,1 23.08.23 | 35,1 04.09.23  | 31,4 08.10.23   | 24,7 01.11.22 | 22,7 04.12.1961  | 42 2019    |
| Ensoleillement (h)                    | 150,8            | 176,7            | 233,4            | 244,3         | 296,6           | 330,7          | 370             | 331,6         | 256,5          | 189,5           | 152,4         | 140,9            | 2 873      |
| Précipitations (mm)                   | 52,8             | 35,9             | 33,2             | 58,4          | 47,5            | 36,4           | 15,9            | 33,8          | 88,2           | 77,1            | 78,6          | 51               | 608,8      |

| Diagramme climatique                                  |             |             |             |            |              |          |              |              |            |             |           |
| J                                                     | F           | M           | A           | M          | J            | J        | A            | S            | O          | N           | D         |
| 11,81,652,8                                           | 12,81,535,9 | 16,34,333,2 | 19,17,158,4 | 23,41147,5 | 27,914,736,4 | 311715,9 | 30,816,833,8 | 25,913,488,2 | 2110,377,1 | 15,45,578,6 | 12,22,451 |
| Moyennes : • Temp. maxi et mini °C • Précipitation mm |             |             |             |            |              |          |              |              |            |             |           |

Les paramètres climatiques de la commune ont été estimés pour le milieu du siècle (2041-2070) selon différents scénarios d'émission de gaz à effet de serre à partir des nouvelles projections climatiques de référence DRIAS-2020. Ils sont consultables sur un site dédié publié par Météo-France en novembre 2022.

## Urbanisme
| \| Les Milles Les Platanes La Duranne Puyricard Jas-de-Bouffan Célony Les Granettes Luynes Couteron Pontès Pinchinats Pont-de-l'Arc \| Localisation des hameaux et des quartiers périphériques d'Aix-en-Provence. |
| Les Milles Les Platanes La Duranne Puyricard Jas-de-Bouffan Célony Les Granettes Luynes Couteron Pontès Pinchinats Pont-de-l'Arc                                                                                  |

Le territoire communal comprend 6 219 hectares (62,19 km2) de surfaces boisées et englobe des villages aux alentours de la ville proprement dite : Les Milles, Luynes, Puyricard, Célony, Couteron, Les Granettes, ainsi que des quartiers récents, comme La Duranne.
Autour du centre historique d'Aix-en-Provence, se sont développés les faubourgs au fur et à mesure de l'agrandissement de la ville et de la démolition des anciennes fortifications issues du Moyen Âge : le bourg Saint-Sauveur, la Ville des Tours (dit le « Faubourg »), Mirabeau, Villeneuve, Villeverte, Mazarin, Montperrin, faubourg Victor-Hugo.
Au XXe siècle et XXIe siècle, de nouveaux quartiers se sont développés autour du centre-ville : le Jas-de-Bouffan, Encagnane, Beisson, la Pinette, le Val-Saint-André, le quartier des Facultés.

### Typologie
Au 1er janvier 2024, Aix-en-Provence est catégorisée "grand centre urbain", selon la nouvelle grille communale de densité à 7 niveaux définie par l'Insee en 2022.
Elle appartient à l'unité urbaine de Marseille-Aix-en-Provence, une agglomération inter-départementale dont elle est une commune de la banlieue,. Par ailleurs la commune fait partie de l'aire d'attraction de Marseille - Aix-en-Provence, dont elle est une commune d'un pôle secondaire,. Cette aire, qui regroupe 115 communes, est catégorisée dans les aires de 700 000 habitants ou plus (hors Paris),.

### Habitat et logement
Aix-en-Provence comptait 88 035 logements en 2021 (69 172 en 1999). Malgré l'important centre historique, les constructions modernes sont bien plus présentes que la moyenne française : en 2019, 13 % des logements dataient d'avant 1945, 60 % dataient de 1945 à 1990 et 28 % dataient de 1990 à 2018.
En 2021, le nombre total de logements dans la commune était de 88 035, alors qu'il était de 79 391 en 2013 et de 77 561 en 2008. Parmi ces logements, 84,5 % étaient des résidences principales, 6,6 % des résidences secondaires et 8,9 % des logements vacants. Ces logements étaient pour 20 % d'entre eux des maisons individuelles et pour 79 % des appartements.
Le parc de logements sociaux s'est réduit de 10 403 en 2008 à 10 535 en 2013 puis à 9 931 en 2021 où il ne correspond plus qu'à 13,9 % du nombre de résidences principales. La ville ne respecte donc pas les prescriptions de l'article 55 de la Loi SRU de décembre 2000 qui a instauré des quotas en la matière, et est astreinte à une pénalité financière annuelle, qui s'est élevée à 1 117 223 euros en 2016,,.
| Typologie                                               | Aix-en-Provence | Bouches-du-Rhône | France entière |
| ------------------------------------------------------- | --------------- | ---------------- | -------------- |
| Résidences principales (en %)                           | 84,7            | 87,9             | 82,1           |
| Résidences secondaires et logements occasionnels (en %) | 5,9             | 4,6              | 9,7            |
| Logements vacants (en %)                                | 9,4             | 7,6              | 8,2            |

### Voies de communication et transports

#### Transport routier
Aix-en-Provence est desservie par les autoroutes A8 et A51.
Aix-en-Provence est située sur les routes européennes 80 et 712.

#### Transport ferroviaire

Évolution des lignes de transport ferroviaire dans les Bouches-du-Rhône de 1830 à 2020.

Aix-en-Provence est desservie par deux gares :
- Aix-en-Provence centre, qui accueille des TER PACA circulant entre Marseille et Pertuis ou Briançon ; La réouverture de Ligne de Rognac à Aix-en-Provence est en étude et permettrait de rejoindre le pôle d'activités d'Aix-en-Provence et l'Étang de Berre depuis la Gare d'Aix-en-Provence[17].
- Aix-en-Provence TGV, à 18 km du centre-ville sur le plateau de l'Arbois, sur la LGV Méditerranée et est desservie par 50 TGV par jour en moyenne.

#### Bus
La ville est desservie par Aix en bus, un des réseaux de transport en commun de la Métropole Mobilité qui dessert également Éguilles, Le Tholonet, Saint-Marc-Jaumegarde et Venelles. Il dessert l'ensemble des quartiers de la ville et compte 26 lignes régulières. La présence de plans inclinés permet l'accès aux Personnes à mobilité réduite.
Le Bus+ est un service de transport à la demande réservé aux personnes en situation de handicap.
Un bus à haut niveau de service Aixpress qui relie le Jas-de-Bouffan au quartier des facultés par le centre ville a été mis en service en septembre 2019. Deux prolongements sont aujourd’hui à l’étude : Un desservant le pôle d’activités et la ZAC de la Duranne, en empruntant l’ancienne ligne Aix-Rognac, un autre desservant le quartier du Val-Saint-André.
La gare routière d'Aix-en-Provence est desservie par les autobus du Pays d'Aix, Cartreize et les Lignes express régionales.

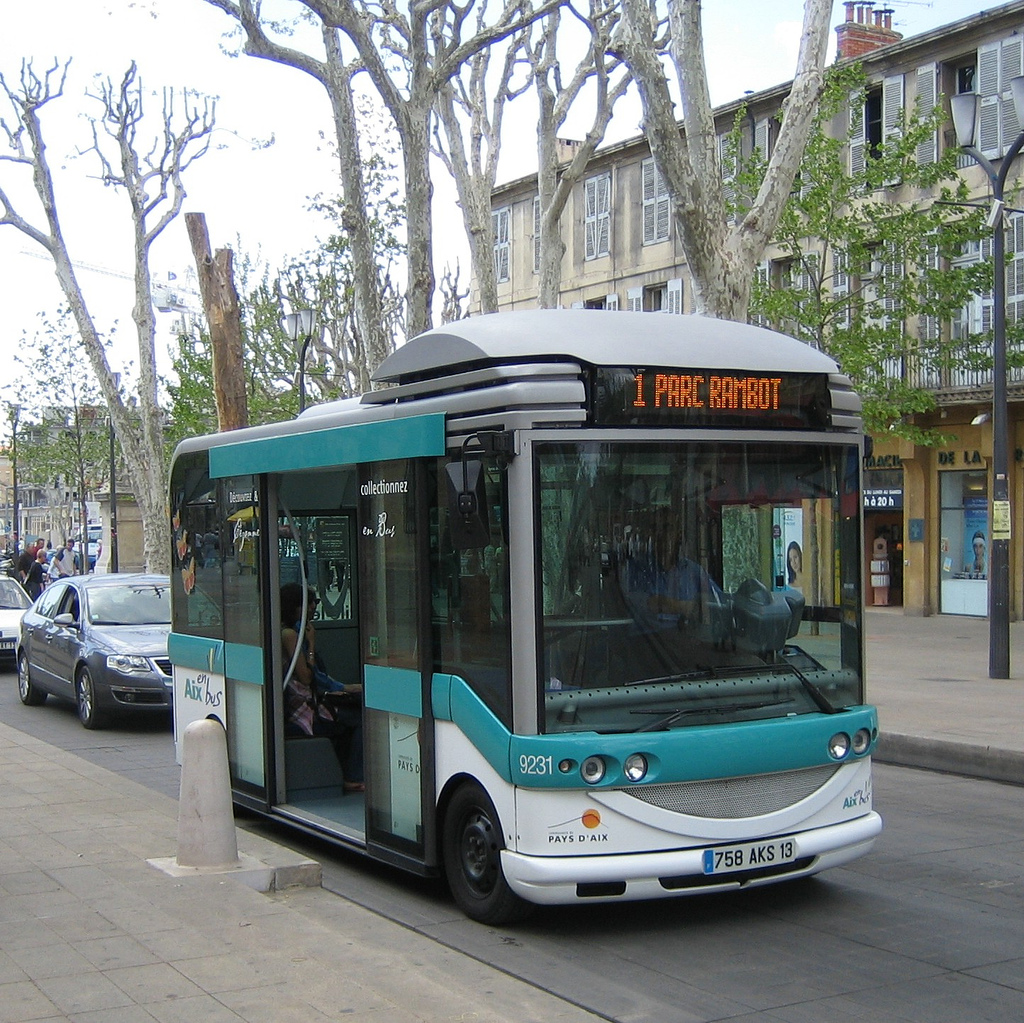
Bus (aux anciennes couleurs) du réseau Aix en bus circulant sur le cours Mirabeau.
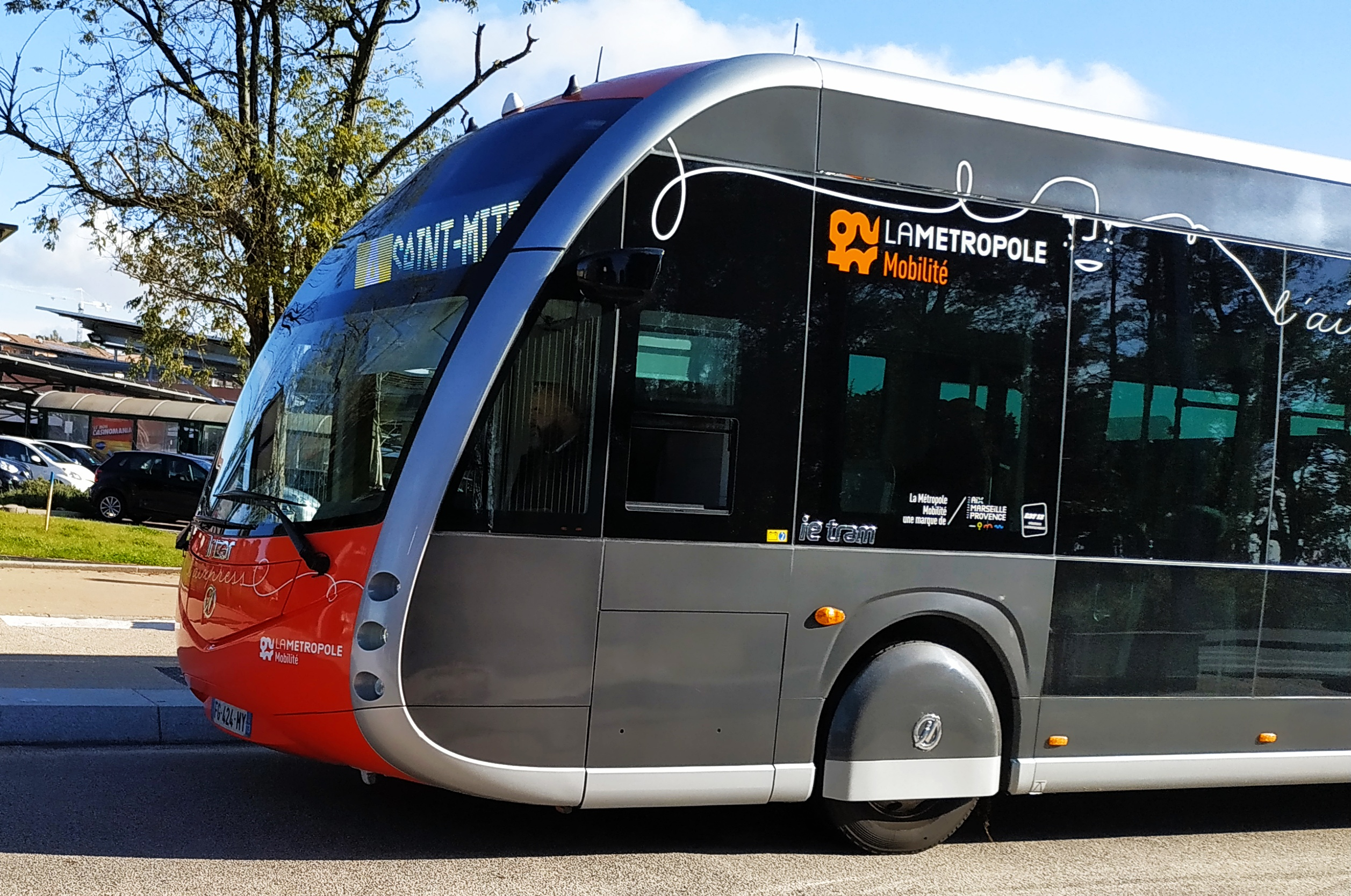
BHNS Aixpress.
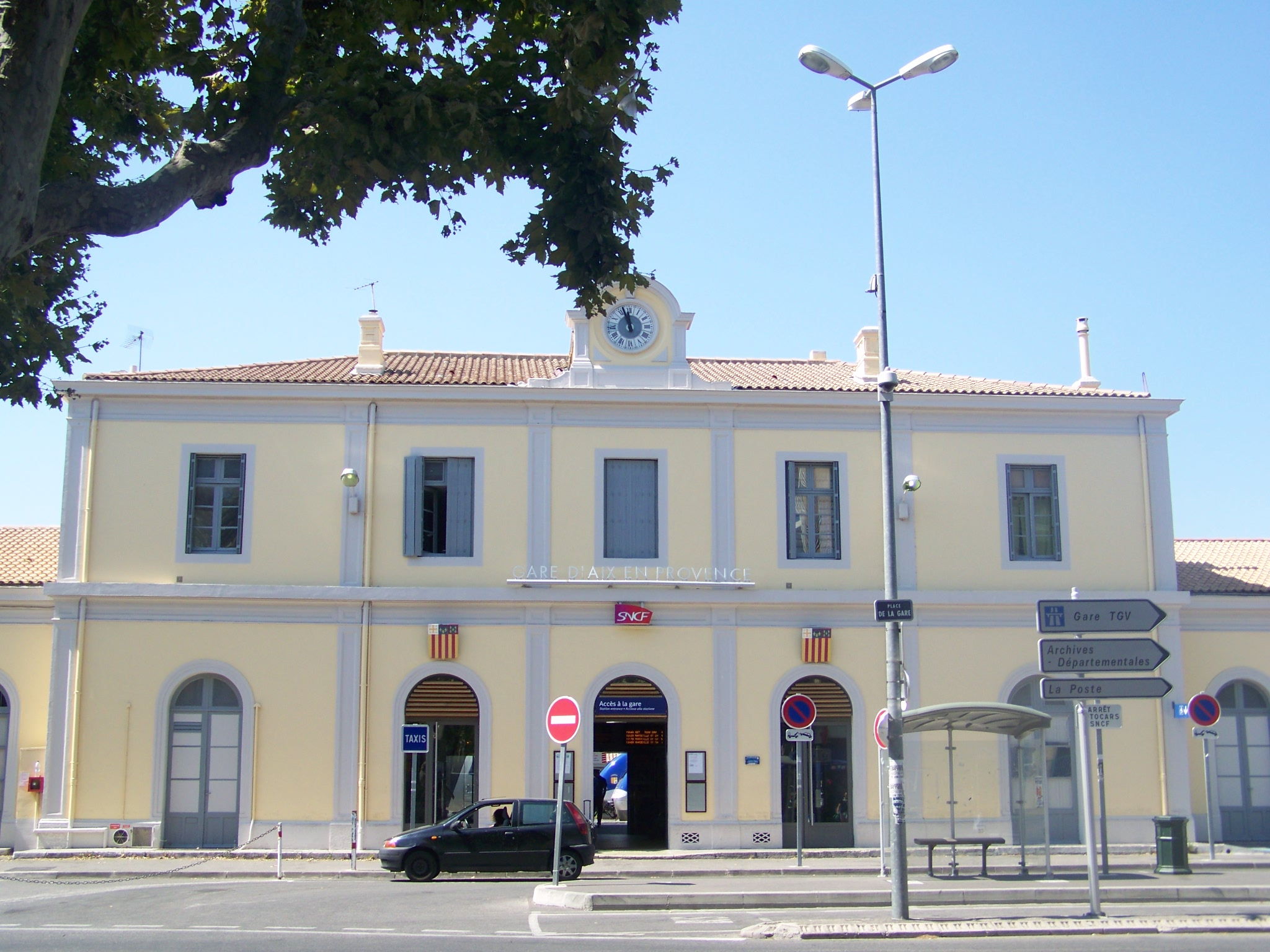
La gare d'Aix-Centre.
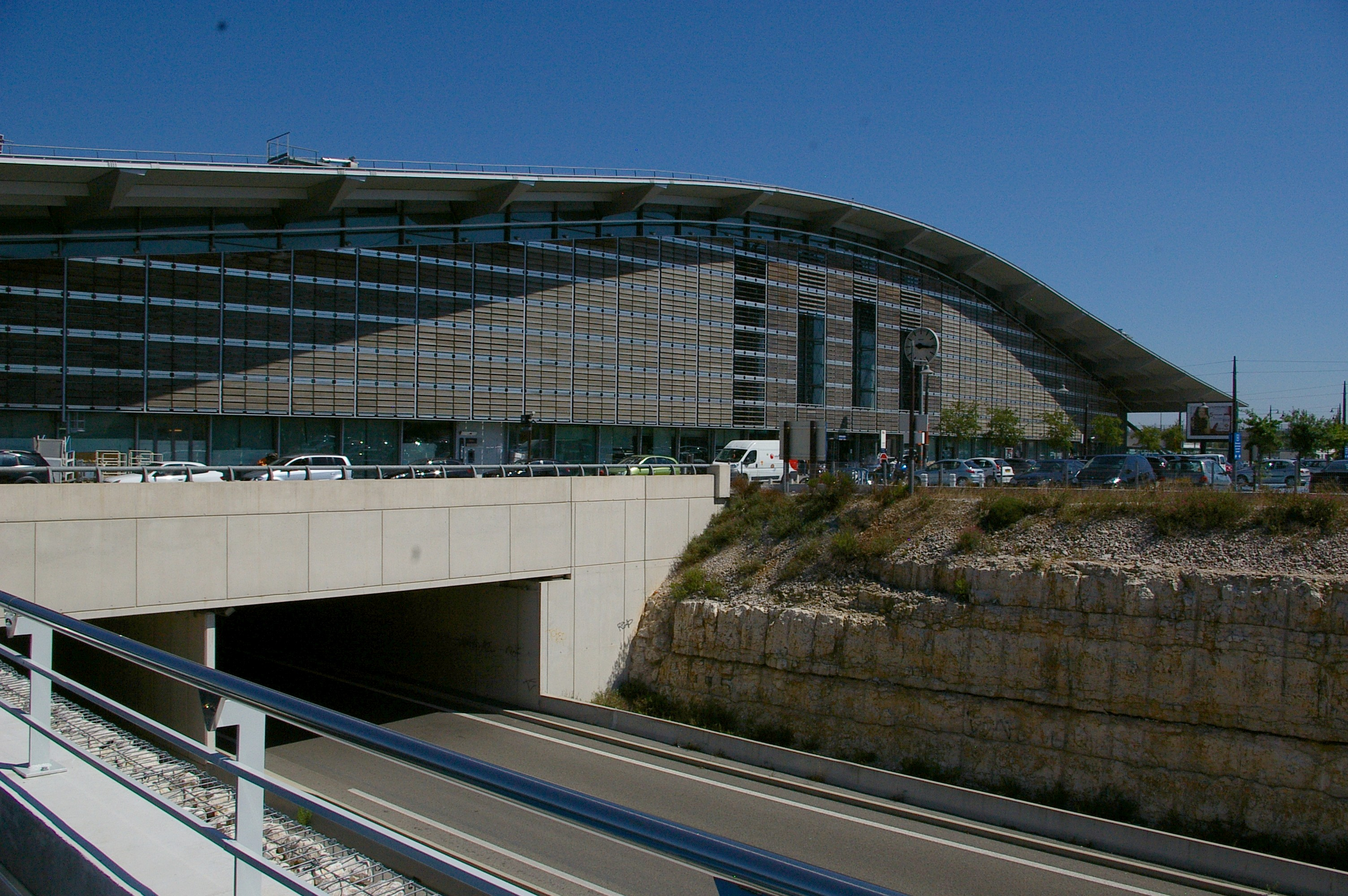
La gare d'Aix-TGV

#### Transport aérien
Aix-en-Provence est principalement desservie par l'aéroport de Marseille Provence à Marignane.
L'aérodrome d'Aix - Les Milles est utilisé par des associations d'aviation de loisir ou par des avions d'affaires. Il peut accueillir des ATR 42 ainsi que des avions à réaction légers. Sa piste mesure 1 615 m.
Le Centre en Route de la Navigation Aérienne Sud-Est est situé à Aix-en-Provence.

#### Tramway

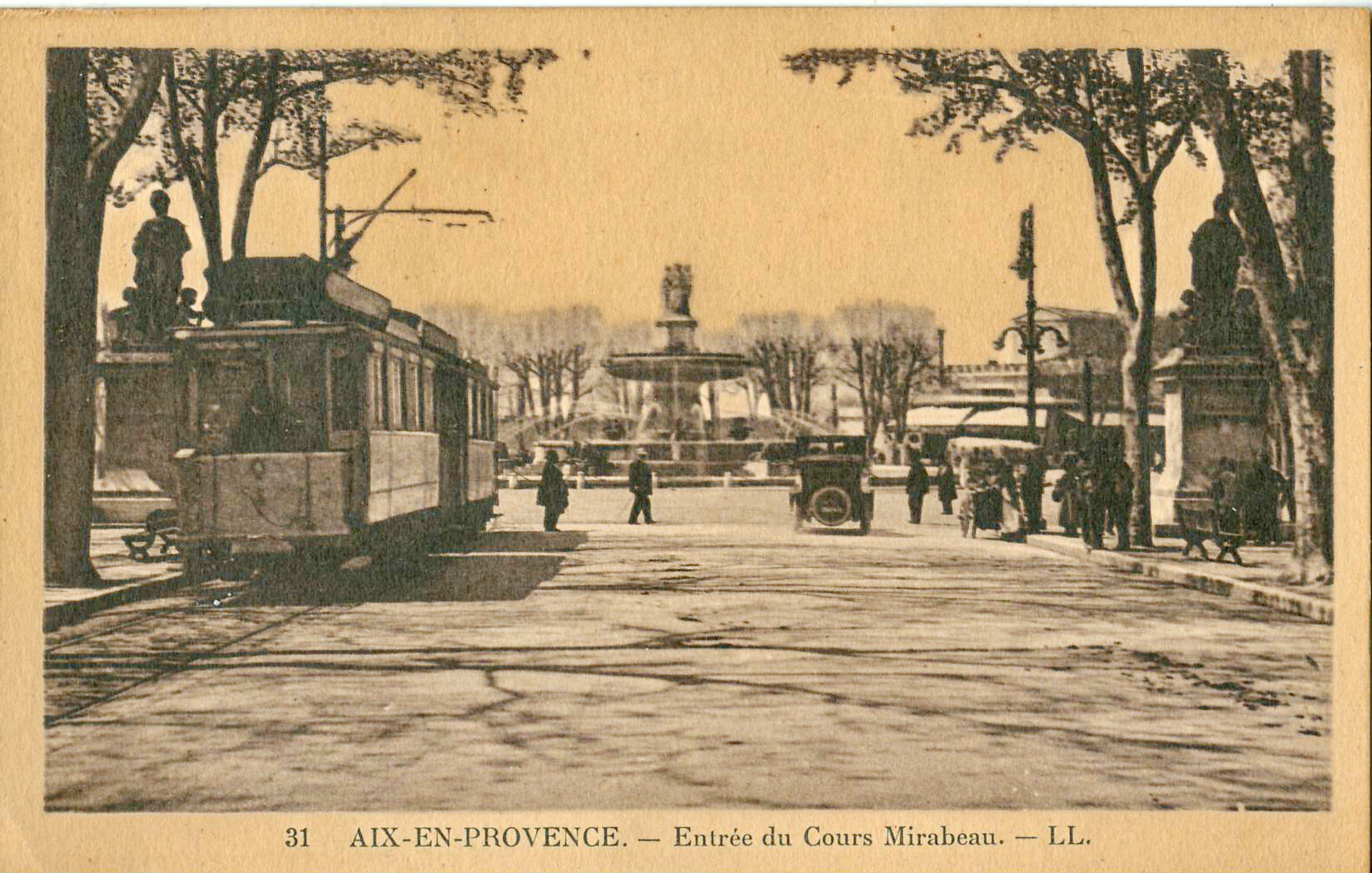
Tramways sur le cours Mirabeau et la place de la Rotonde vers 1920.

De 1901 à 1948, un tramway reliait Aix à Marseille. La ligne était gérée par la Compagnie des tramways électriques des Bouches-du-Rhône jusqu'en 1921, puis par la Régie départementale des transports des Bouches-du-Rhône. Les arrêts étaient localisés aux Cours Mirabeau, Pont-de-l'Arc, Frères gris, Luynes, Les Trois pigeons, avant de continuer vers la commune de Bouc-Bel-Air.

### Qualité de l'environnement
Aix-en-Provence doit faire face à de nombreuses pollutions principalement celle de l'air. Une pollution notamment liée à la proximité de l'étang de Berre et à la sur-utilisation des voitures.

## Toponymie

### Attestations anciennes
La cité est fondée en 122 avant notre ère par les Romains.
102 avant notre ère : Aquae Sextiae (Tite-Live).
- 1250 : Aquis in Provincia[27] en latin.
- XVIIe siècle : Ais (chez Zerbin, auteur aixois) en provençal.
- 1878 : Ais, z-Ais (grand dictionnaire provençal-français de F. Mistral) en provençal.
- 1932 : Aix-en-Provence (décret du président Paul Doumer)[28].

Le nom local actuel affiché, retraduit du français en provençal, est Ais de Provença [ˈajs de pʁuˈvɛⁿsɔ] (en graphie classique) ou Ais de Prouvènço [ˈajs de pʁuˈvɛⁿsɔ]. (en graphie mistralienne). Le nom populaire authentique en provençal est z-Ais [ˈzaj],. Le nom des habitants est lei sextians / lei sestian en provençal.

### Étymologie
Le premier élément Aix est commun à plusieurs communes et hameaux de France et d'Europe (cf. Aix). Il est issu du latin aqua « eau », sous la forme Aquis « aux eaux (thermales) » (ablatif-locatif pluriel), cela a engendré Aics en occitan ancien, puis Ais ou Ais ou z-Ais [ˈzaj] en provençal moderne, et aussi Aix en français (le x est un souvenir de l'ancienne forme Aics). Ce type toponymique désigne souvent des eaux thermales. Ce premier terme fait référence aux thermes de la cité.
Le second élément (en latin) Sextiae fait référence au fondateur de la ville, Caius Sextius Calvinus.
En français, les habitants sont appelés les Aixois, en provençal lei sextians (norme classique) ou lei sestian (norme mistralienne).

#### Microtoponymie
Comme partout en Provence, la plupart des noms de lieux historiques de la commune sont issus du provençal, par exemple :
- Notre-Dame-de-la Seds, en provençal Nòstra Dòna de la Sès (norme classique) ou Nouastro Dono de la Sès (norme mistralienne), où la Sès signifie «le siège épiscopal, la cathédrale»
- La rivière l'Arc, mauvaise francisation du provençal Lar.
- La montagne Sainte-Victoire, mauvaise adaptation du nom provençal qui est Venturi (en norme classique) ou Ventùri (en norme mistralienne): ce nom d'origine préromaine n'a sans doute aucun rapport avec l'idée d'une «victoire».

Certains toponymes cependant sont antérieurs à la formation de la ville par les Romains: la plus ancienne population de la Provence est ligure, peuple italique ancien assimilé par les Romains.
- Cuques : racine pré-indo-européenne : kŭk(k)- / °kūk(k)-, hauteur arrondie. Ce n'est donc pas le nom de la colline mais le mot colline en ancien ligure[36].

## Histoire

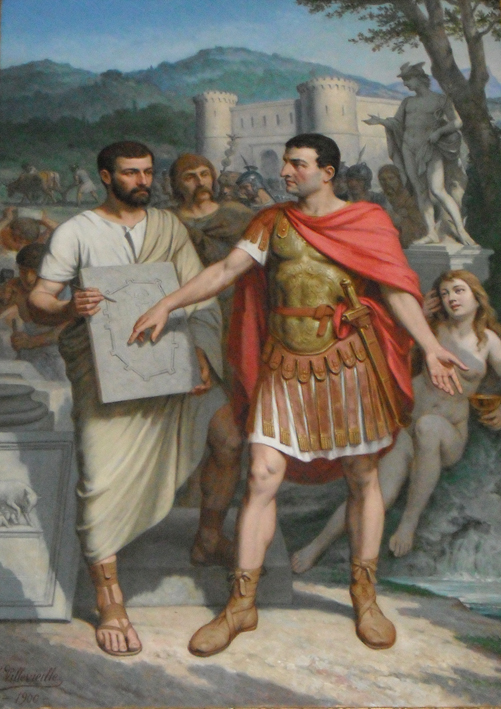
Fondation d'Aix par Sextius Calvinus (Joseph Villevieille, 1900).

Au IVe siècle av. J.-C., la Basse-Provence est occupée par une confédération celto-ligure dites des Salyens ou Salluviens, dont la capitale, l'oppidum d'Entremont, se situe au nord d'Aix, sur la route de Puyricard.
En 123 av. J.-C., à la suite de l'appel des Grecs de Massalia (Marseille), en conflit permanent avec les tribus ligures et gauloises du voisinage, le consul Caius Sextius Calvinus prend et détruit cette ville-oppidum. Il y installe ensuite, près des sources thermales, un camp qui devient rapidement une ville, du nom d'Aquae Sextiae (« Eaux de Sextius »), afin d'assurer la sécurité des transports commerciaux entre Rome et la cité phocéenne de Massalia. Ainsi Aix avait été créée pour tenir en respect le peuple salyen qui pouvait inquiéter Marseille, l'alliée de Rome.
En 102 av. J.-C., lors de la Bataille d'Aix, Marius tient tête, au pied de la Sainte-Victoire, aux hordes d'Ambrons et de Teutons qu'il défait. Aquae Sextiae prend de l'ampleur et rassemble une importante population composée pour l'essentiel des descendants des populations salyennes soumises par Rome. La ville possède des remparts ainsi qu'un théâtre qui en font une ville importante dans la région, idéalement située pour protéger les intérêts romains à Marseille.

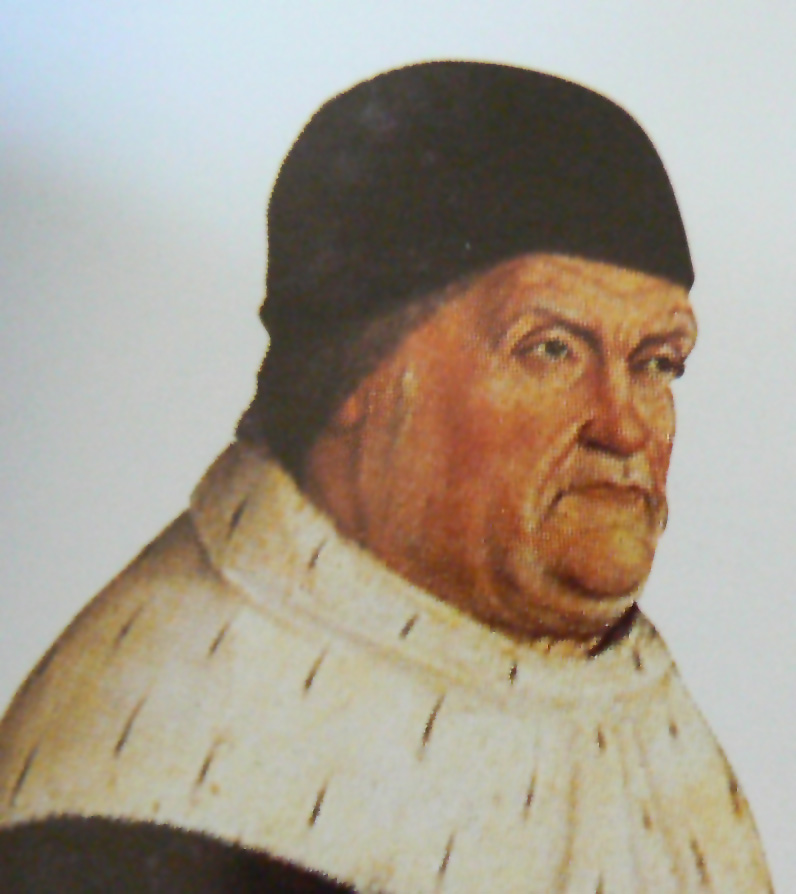
Le roi René, comte d'Anjou et de Provence, peint par Nicolas Froment.

Dans les siècles qui suivent, plusieurs quartiers de la ville sont délaissés. Le théâtre antique est démantelé. Cet état ne signifie pas une décadence d'Aix, mais simplement une nouvelle organisation territoriale des espaces habités. Au IVe siècle, la ville devient la capitale de la Narbonnaise deuxième et se dote d'un diocèse dont Lazarus devient l'évêque. Elle est ensuite occupée par les Wisigoths en 477. Au siècle suivant, elle est envahie tour à tour par les Francs et les Lombards, puis en 731 par les Sarrasins.
Alors que la ville d'Aix sort d'une longue période de ralentissement économique et démographique, les comtes de Provence (maisons d’Anjou et d’Aragon) décident d'en faire leur nouvelle résidence en 1189, au détriment des villes d'Arles et d'Avignon, d'où ils régnaient naguère. Cette position de force va non seulement donner à Aix le statut de capitale de Provence, mais surtout permettre un développement sans précédent de la ville. À ce titre, l'installation du roi René, duc d'Anjou, comte de Provence, roi titulaire de Sicile, au XVe siècle, marque l'âge d'or de la cité, qui conservera à jamais le titre de « cité du roi René ». Ce monarque, entouré d'une cour raffinée et lettrée, va faire d'Aix, dès 1409, un célèbre centre culturel et universitaire renommé, doter la ville d'une cour de justice et contribuer à son embellissement, après des siècles marqués par une stagnation économique. Le roi René fut, en réalité, un homme politique déplorable que les Provençaux ont affublé d'un masque de bonhomie.
À partir de 1486, un gouverneur y réside pour représenter le Comte de Provence qui est désormais, simultanément, roi de France. L'union de la Provence à la France est en marche, mais elle reste jusqu'en 1789 un état indépendant associé à la France « non comme un accessoire à son principal, mais comme un principal à un autre principal, et séparément du reste du royaume » et la ville d'Aix, comme la Provence, entendaient conserver ses franchises. En 1501, Louis XII y établit le Parlement de Provence qui perdure jusqu’à la Révolution. Le plus souvent, les États de Provence s'y réunissent pour voter l'impôt.

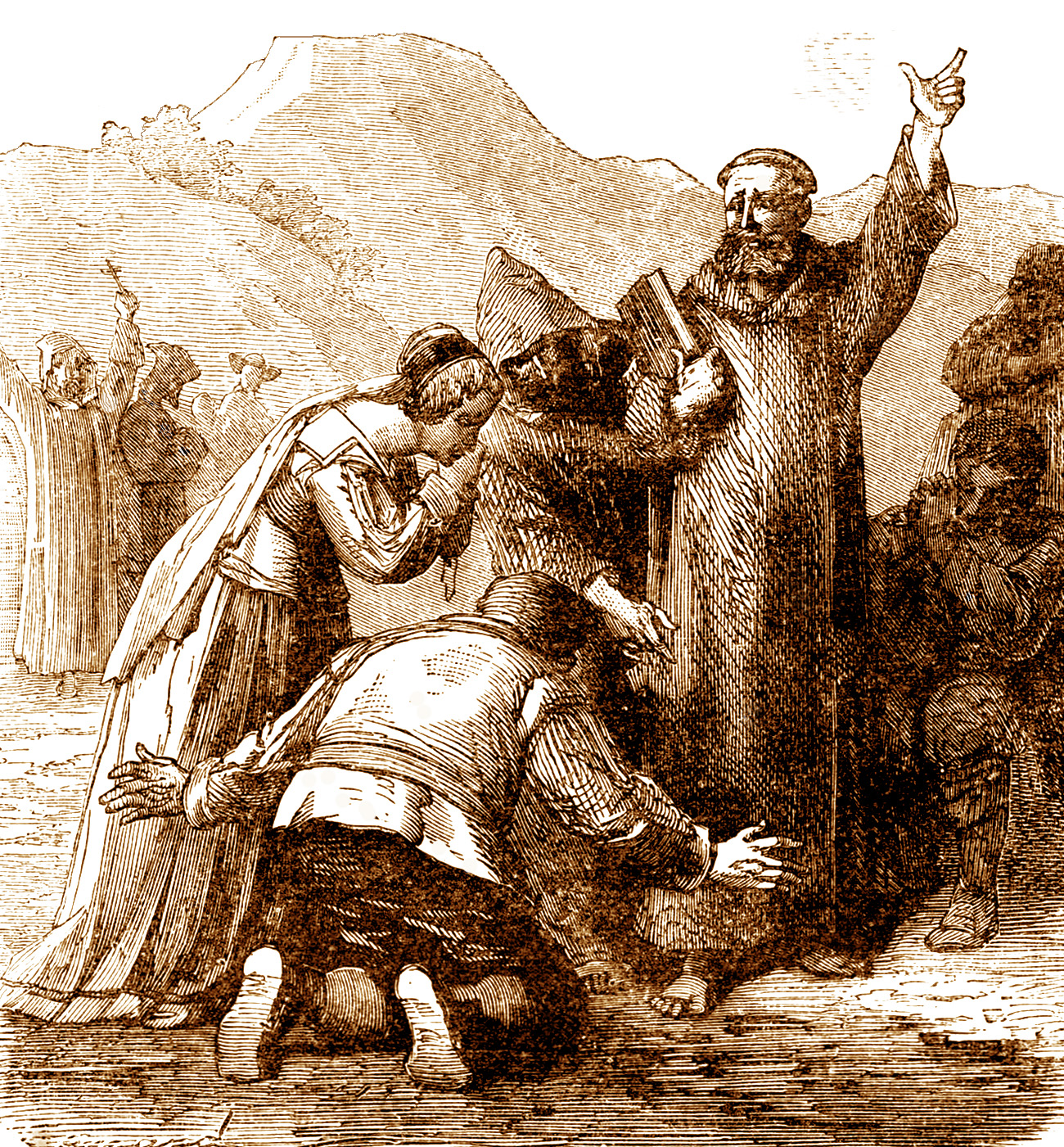
Pluie de sang en Provence en juillet 1608.

Début juillet 1608, les faubourgs d'Aix-en-Provence furent recouverts d'une pluie de sang. Quelques moines expliquèrent cet évènement par des influences sataniques. Nicolas-Claude Fabri de Peiresc fit des relevés de cette pluie en recueillant quelques gouttes sur la muraille du cimetière de la cathédrale. Il découvrit que c'était les excréments des papillons qui avaient été observés récemment. Le centre-ville n'ayant pas été envahi, il était resté épargné. Cette explication scientifique ne calma pas la terreur populaire.
En 1835, le choléra frappe Aix-en-Provence, contaminant 560 personnes en six semaines dont 333 décèderont.
Aix-en-Provence est la ville où Frédéric Mistral a fait ses études de droit, Paul Cézanne (1839-1906) a passé sa vie et Émile Zola ses dix-huit premières années. C'est au collège Bourbon (actuel collège Mignet) que s'est forgée la profonde amitié qui les a unis.
La ville est marquée par le Séisme de 1909 dans le Sud de la France, qui voit la toiture de la vermicellerie Augier s'effondrer et où « la place des Prêcheurs se remplit de gens dormant sur des matelas », comme en témoigne la mère d'un académicien. Peu avant la secousse principale, le 11 juin, on remarque le comportement anormal d'oiseaux volant bas, avec des cris de frayeur, de chiens hurlant à la mort, et de chevaux piaffant.

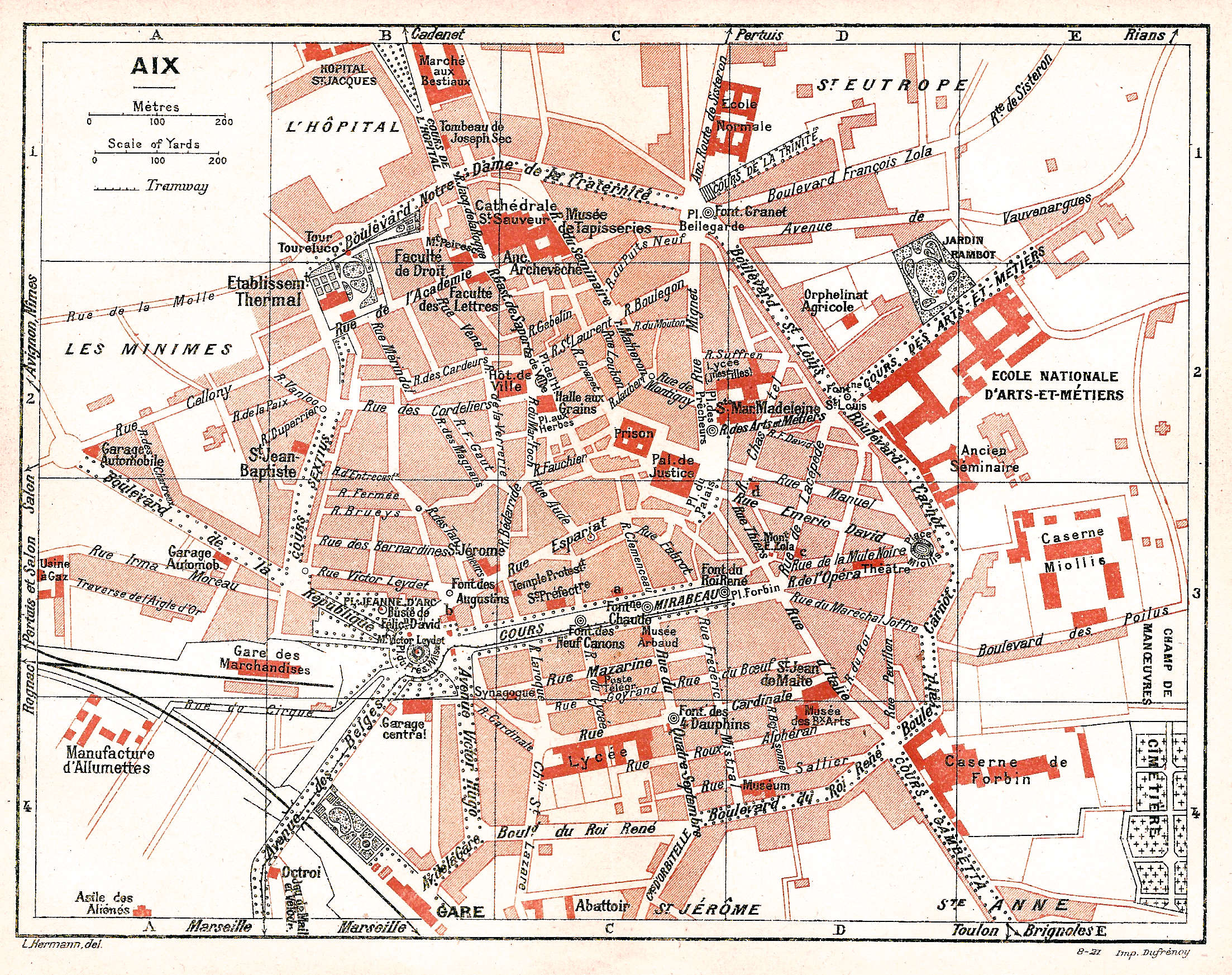
Carte d'Aix en 1921

Durant la Première Guerre mondiale, les Aixois sont principalement mobilisés au sein des 55e et 61e régiments d'infanterie, en garnison dans les casernes Forbin et Miollis. Ils feront partie du 15e corps d'armée et notamment impliqués dans l'Affaire du 15e corps en août 1914.

Après la Seconde Guerre mondiale, la ville va s'étendre largement au-delà du « périphérique » formé par les boulevards Jaurès et Briand (anciennement Notre-Dame), du Roi-René, République et les cours Sextius et Saint-Louis. Les facultés de droits et de lettres déménagent de la vieille ville et l'apparition de parkings souterrains et espaces de loisirs donnent à la ville sa physionomie actuelle (création du forum des Cardeurs en 1963, démolition de l'ancienne gare d'Aix remplacées par les Allées Provençales en 1980).
Aix accueille la gare d'Aix-en-Provence TGV, les technopôles de l'Arbois et de Rousset. Aix compte en outre de nombreuses universités (lettres, droit, économie, sciences politiques, arts et métiers, beaux-arts).
La ville a fêté le centenaire de la mort de Cézanne avec notamment l'exposition internationale au musée Granet : « Cézanne en Provence » du 9 juin 2006 au 17 septembre 2006 qui a rassemblé près de 120 œuvres du maître sur le thème de sa « chère Provence ».
Depuis les années 2000, la ville multiplie la construction de lieux culturels dont le Grand Théâtre de Provence en 2007, l'Aréna du Pays d'Aix en 2017, Le 6MIC en 2021 et l'agrandissement du Stade Maurice-David en 2018 et 2023.

## Politique et administration

### Rattachements administratifs et électoraux

#### Rattachements administratifs
La commune est le chef-lieu de l'arrondissement d'Aix-en-Provence du département des Bouches-du-Rhône.
Divisée en 1806 entre les cantons d'Aix-en-Provence-Nord et d'Aix-en-Provence-Sud, le découpage de la ville est remanié en 1982 et la ville répartie entre les cantons de Canton d'Aix-en-Provence-Nord-Est, d'Aix-en-Provence-Sud-Ouest et Aix-en-Provence-Centre. Dans le cadre du redécoupage cantonal de 2014 en France, cette circonscription administrative territoriale a disparu, et le canton n'est plus qu'une circonscription électorale.

#### Rattachements électoraux
Pour les élections départementales, la commune est depuis 2014 le bureau centralisateur des cantons d'Aix-en-Provence-1 et d'Aix-en-Provence-2
Pour l'élection des députés, elle est divisée entre la onzième et la quatorzième circonscription des Bouches-du-Rhône.

### Intercommunalité
En vertu de la loi de 1999 relative au renforcement et à la simplification de la coopération intercommunale, dite « loi Chevènement », Jean-Claude Gaudin, alors maire de Marseille parvient à créer la communauté urbaine Marseille Provence Métropole en 2000, avec 18 communes contiguës. Mais la plupart des communes de la périphérie, dont Aix-en-Provence et Aubagne, refusent d'y être associées et créent leurs propres structures intercommunales. Aix-en-Provence devient ainsi le siège de la Communauté d'agglomération du pays d'Aix, un établissement public de coopération intercommunale (EPCI) à fiscalité propre créé en 2001 et auquel la commune avait transféré un certain nombre de ses compétences, dans les conditions déterminées par le code général des collectivités territoriales.
Le 7 février 2013, le Premier ministre Jean-Marc Ayrault crée une mission interministérielle « afin de réunir les moyens de l'État, de ses établissements publics, ainsi que ceux des collectivités territoriales, de leurs groupements et des autres partenaires locaux qui ont décidé d'appuyer les progrès du projet métropolitain ». La ministre de la Réforme de l’État, de la Décentralisation et de la Fonction publique, Marylise Lebranchu intègre au projet de loi de modernisation de l'action publique territoriale et d'affirmation des métropoles (MAPTAM) la fusion des intercommunalités existantes en une unique métropole. C'est ainsi qu'est créée, malgré une forte opposition aixoise, la Métropole d'Aix-Marseille-Provence qui fusionne le 1er janvier 2016 les anciennes grandes intercommunalités et dont Aix-en-Provence est désormais membre.

### Tendances politiques et résultats
La vie politique aixoise est caractérisée par des résultats souvent serrés entre la droite et la gauche. Lors des élections municipales de 2001, Maryse Joissains-Masini prend la ville au socialiste Jean-François Picheral avec 50,61 % des voix. Lors de celles de 2008, la maire sortante n'est réélue qu'avec 747 voix d'avance puis, en 2009 lors d'élections partielles par 187 voix.
Lors du second tour des élections municipales de 2014 à Aix-en-Provence, la liste UMP menée par la maire sortante Maryse Joissains-Masini obtient la majorité absolue des suffrages exprimés, avec 26 942 voix (52,61 %, 42 conseillers municipaux élus dont 26 communautaires), devançant largement les listes menées respectivement par :
- Édouard Baldo (PS-PO, 18 687 voix, 36,49 %, 10 conseillers municipaux élus dont 6 communautaires) ;
- Catherine Rouvier (FN, 5 577 voix, 10,89 %, 3 conseillers municipaux élus dont 2 communautaires).

Lors de ce scrutin, 41,01 % des électeurs se sont abstenus.
Lors du second tour des élections municipales de 2020 à Aix-en-Provence, la liste LR-UDI menée par la maire sortante Maryse Joissains-Masini obtient la majorité des suffrages exprimés, avec 12 963 voix (43,53 %, 40 conseillers municipaux élus, dont 13 métropolitains), devançant largement les listes menées respectivement par, : 
- Anne-Laurence Petel (LREM, 9 565 voix, 32,12 %, 9 conseillers municipaux élus dont 3 métropolitains) ;
- Marc Pena (PS-LFI-PCF-G·s-GRS-ND-MNLE-E!, 7 250 voix, 24,34 %, 6 conseillers municipaux élus dont 2 métropolitains).

Lors de ce scrutin, marqué par la pandémie de Covid-19 en France, 66,15 % des électeurs se sont abstenus.

#### Récapitulatif de résultats électoraux récents
| Scrutin             | Scrutin             | 1er tour | 1er tour  | 1er tour | 1er tour | 1er tour  | 1er tour | 1er tour | 1er tour  | 1er tour | 1er tour | 1er tour | 1er tour | 2d tour     | 2d tour     | 2d tour     | 2d tour     | 2d tour     | 2d tour     | 2d tour     | 2d tour     | 2d tour     |
| Scrutin             | Scrutin             | 1er      | 1er       | %        | 2e       | 2e        | %        | 3e       | 3e        | %        | 4e       | 4e       | %        | 1er         | 1er         | %           | 2e          | 2e          | %           | 3e          | 3e          | %           |
| ------------------- | ------------------- | -------- | --------- | -------- | -------- | --------- | -------- | -------- | --------- | -------- | -------- | -------- | -------- | ----------- | ----------- | ----------- | ----------- | ----------- | ----------- | ----------- | ----------- | ----------- |
| Municipales 2014    | Municipales 2014    |          | UMP       | 37,79    |          | PS        | 19,65    |          | UDI       | 11,31    |          | FN       | 10,41    |             | UMP         | 52,61       |             | PS-FG       | 36,49       |             | FN          | 10,89       |
| Européennes 2014    | Européennes 2014    |          | UMP       | 25,74    |          | FN        | 20,45    |          | PS        | 13,96    |          | EELV     | 10,51    | Tour unique | Tour unique | Tour unique | Tour unique | Tour unique | Tour unique | Tour unique | Tour unique | Tour unique |
| Régionales 2015     | Régionales 2015     |          | LR        | 30,78    |          | FN        | 27,41    |          | PS        | 23,86    |          | EELV     | 7,17     |             | LR          | 69,55       |             | FN          | 30,45       | Pas de 3e   | Pas de 3e   | Pas de 3e   |
| Présidentielle 2017 | Présidentielle 2017 |          | LR        | 27,45    |          | EM        | 26,37    |          | LFI       | 19,60    |          | FN       | 14,95    |             | EM          | 73,59       |             | FN          | 26,41       | Pas de 3e   | Pas de 3e   | Pas de 3e   |
| Législatives 2017   | 11e                 |          | MoDem     | 39,60    |          | LR        | 22,30    |          | FN        | 12,36    |          | LFI      | 11,94    |             | MoDem       | 53,79       |             | LR          | 46,21       | Pas de 3e   | Pas de 3e   | Pas de 3e   |
| Législatives 2017   | 14e                 |          | LREM      | 39,50    |          | LR        | 19,82    |          | LFI       | 12,54    |          | FN       | 9,26     |             | LREM        | 60,15       |             | LR          | 39,85       | Pas de 3e   | Pas de 3e   | Pas de 3e   |
| Européennes 2019    | Européennes 2019    |          | LREM      | 29,10    |          | RN        | 17,64    |          | EELV      | 16,88    |          | LR       | 10,15    | Tour unique | Tour unique | Tour unique | Tour unique | Tour unique | Tour unique | Tour unique | Tour unique | Tour unique |
| Municipales 2020    | Municipales 2020    |          | LR        | 30,28    |          | LREM      | 20,46    |          | PS        | 15,88    |          | EELV     | 9,28     |             | LR          | 43,53       |             | LREM        | 32,12       |             | PS          | 24,35       |
| Régionales 2021     | Régionales 2021     |          | LR        | 37,89    |          | RN        | 25,29    |          | EELV      | 23,15    |          | ECO      | 5,65     |             | LR          | 71,39       |             | RN          | 28,61       | Pas de 3e   | Pas de 3e   | Pas de 3e   |
| Présidentielle 2022 | Présidentielle 2022 |          | LREM      | 30,91    |          | LFI       | 23,41    |          | RN        | 15,35    |          | REC      | 10,30    |             | EM          | 67,40       |             | RN          | 32,60       | Pas de 3e   | Pas de 3e   | Pas de 3e   |
| Législatives 2022   | 11e                 |          | MoDem-ENS | 27,89    |          | Gs-Nupes  | 24,96    |          | RN        | 15,40    |          | UDI      | 12,82    |             | MoDem       | 62,95       |             | RN          | 37,05       | Pas de 3e   | Pas de 3e   | Pas de 3e   |
| Législatives 2022   | 14e                 |          | Ren-ENS   | 32,57    |          | LFI-Nupes | 28,68    |          | LR        | 12,18    |          | RN       | 10,96    |             | Ren-ENS     | 56,92       |             | LFI-Nupes   | 43,08       | Pas de 3e   | Pas de 3e   | Pas de 3e   |
| Législatives 2024   | 11e                 |          | PS-NFP    | 31,84    |          | RN        | 30,65    |          | MoDem-ENS | 29,70    |          | LR       | 4,54     |             | PS          | 58,33       |             | RN          | 41,67       | Pas de 3e   | Pas de 3e   | Pas de 3e   |
| Législatives 2024   | 14e                 |          | PS-NFP    | 34,24    |          | Ren-ENS   | 31,88    |          | LR-RN     | 24,14    |          | LR       | 5,46     |             | PS          | 41,99       |             | Ren-ENS     | 28,72       |             | LR-RN       | 29,30       |

### Administration municipale
Compte-tenu de sa population, Aix-en-Provence est administrée par un conseil municipal de 55 membres, dont le maire et ses adjoints.

### Politique locale
À la suite de la victoire de Maryse Joissains-Masini, aux élections municipales de 2001, son époux Alain Joissains, ancien maire de la ville, est nommé directeur de cabinet du maire d'Aix-en-Provence. Son contrat est annulé en 2008 par le tribunal administratif de Marseille pour rémunération excessive. Il reste cependant conseiller politique après du maire d'Aix-en-Provence. Son contrat est définitivement annulé par le Conseil d'État, le 2 février 2015.
En décembre 2020, la maire Maryse Joissains-Masini est condamnée par la Cour d'appel de Montpellier pour "détournement de fonds publics" et "prise illégale d’intérêts" à trois ans d’inéligibilité et huit mois de prison avec sursis pour avoir abusivement promu un chauffeur municipal (promotion annulée depuis par le Conseil d’État) et embauché à l’intercommunalité qu'elle présidait une collaboratrice chargée de la protection animale, alors que ce domaine ne relevait pas des compétences de cette collectivité. Cette condamnation intervient après un premier pourvoi en cassation et qu'elle a déclaré contester par un second pourvoi en cassation. Dans l'attente de cet arrêt, Maryse Joissains-Masini restait maire jusqu'à sa démission intervenue en septembre 2021, quelques jours avant que la cour de cassation ne rejette son second pourvoi, rendant définitive sa condamnation,. Sophie Joissains, sa fille, lui succéda en tant que maire.

### Liste des maires
| Période                                  | Période                        | Identité                | Étiquette                                      | Qualité |
| ---------------------------------------- | ------------------------------ | ----------------------- | ---------------------------------------------- | --- |
| Les données manquantes sont à compléter. |                                |                         |                                                | |
| 23 août 1944                             | 19 mai 1945                    | Jules Schuller          |                                                | Président du comité local de libération |
| 19 mai 1945                              | 27 janvier 1967                | Henri Mouret,           | MLN, SFIO, puis « indépendant » (centre droit) | Conseiller général d'Aix-en-Provence-Nord (1958 → 1964) |
| 27 janvier 1967                          | 29 juin 1978                   | Félix Ciccolini         | SFIO puis PS                                   | Avocat Sénateur des Bouches-du-Rhône (1971 → 1989) Conseiller général d'Aix-en-Provence-Nord (1964 → 1979) Conseiller général d'Aix-en-Provence-Nord-Est (1979 → 1982)                                                             |
| 29 juin 1978                             | 18 mars 1983                   | Alain Joissains         | UDF-Rad.                                       | Docker puis avocat, puis collaborateur d'élu |
| 18 mars 1983                             | 24 mars 1989                   | Jean-Pierre de Peretti  | UDF                                            | Médecin Député des Bouches-du-Rhône (14e circ.) (1988 → 1993) |
| 29 mars 1989                             | 18 mars 2001                   | Jean-François Picheral  | PS                                             | Médecin Sénateur des Bouches-du-Rhône (1998 → 2008) Conseiller régional de Provence-Alpes-Côte d'Azur [Quand ?] Vice-président du Conseil général des Bouches-du-Rhône [Quand ?]                                                   |
| 18 mars 2001                             | 24 septembre 2021,             | Maryse Joissains-Masini | UDF-PRV puis UMP → LR                          | Femme d'Alain Joissains Députée des Bouches-du-Rhône (14e circ.) (2002 → 2012) Présidente de la communauté d'agglomération du pays d'Aix (2001 → 2015) Présidente du conseil de territoire du pays d’Aix (? → 2021) Démissionnaire |
| 24 septembre 2021,                       | En cours (au 21 novembre 2021) | Sophie Joissains        | UDI                                            | Fille de la précédente, collaboratrice d'élus Vice-présidente du conseil régional de Provence-Alpes-Côte d'Azur (2021 → ) Vice-présidente de la Métropole d'Aix-Marseille-Provence (2020 → 2021)                                   |

### Budget et fiscalité
Les comptes 2008 à 2023 de la commune s’établissent comme suit, :
| Postes                                            | 2008      | 2009      | 2010      | 2011      | 2012      | 2013      | 2014      | 2015      | 2016      | 2017      | 2018      | 2019      | 2020      | 2021      | 2022      | 2023      |
| ------------------------------------------------- | --------- | --------- | --------- | --------- | --------- | --------- | --------- | --------- | --------- | --------- | --------- | --------- | --------- | --------- | --------- | --------- |
| Produits de fonctionnement                        | 172 219 € | 184 052 € | 189 652 € | 196 386 € | 207 544 € | 231 701 € | 194 545 € | 192 072 € | 218 064 € | 222 204 € | 200 101 € | 198 523 € | 193 070 € | 198 831 € | 213 216 € | 236 124 € |
| Charges de fonctionnement                         | 160 972 € | 166 952 € | 173 471 € | 177 301 € | 191 826 € | 197 555 € | 187 639 € | 185 273 € | 198 652 € | 195 991 € | 187 477 € | 180 738 € | 181 185 € | 185 329 € | 196 190 € | 220 052 € |
| Ressources d'investissement                       | 82 148 €  | 65 982 €  | 72 704 €  | 87 383 €  | 107 053 € | 115 011 € | 121 501 € | 109 069 € | 81 388 €  | 83 352 €  | 85 605 €  | 96 025 €  | 83 375 €  | 71 183 €  | 97 334 €  | 89 702 €  |
| Emplois d'investissement                          | 79 284 €  | 67 197 €  | 69 864 €  | 90 463 €  | 107 053 € | 115 246 € | 116 441 € | 110 990 € | 84 722 €  | 89 333 €  | 107 053 € | 115 246 € | 116 441 € | 110 990 € | 84 722 €  | 89 333 €  |
| Dette                                             | 123 343 € | 118 539 € | 118 329 € | 122 959 € | 123 758 € | 127 223 € | 137 719 € | 139 062 € | 137 548 € | 127 339 € | 169 808 € | 116 063 € | 115 641 € | 113 022 € | 120 447 € | 113 457 € |
| Source : Ministère de l’Économie et des Finances. |           |           |           |           |           |           |           |           |           |           |           |           |           |           |           |           |

### Jumelages et partenariats
- Villes jumelles : Ashkelon, Bath, Carthage, Coimbra, Grenade, Pérouse, Tübingen
- Villes partenaires : Baalbek, Bamako, Baton Rouge, Coral Gables, Kumamoto, Pécs, Philadelphie

| Ville | Ville         | Pays | Pays        | Période              |
| ----- | ------------- | ---- | ----------- | -------------------- |
|       | Ashkelon,     |      | Israël      | depuis 1994          |
|       | Baalbek,      |      | Liban       |                      |
|       | Bamako,       |      | Mali        |                      |
|       | Bath,         |      | Royaume-Uni | depuis 1970          |
|       | Baton Rouge,  |      | États-Unis  | depuis 1999          |
|       | Carthage,     |      | Tunisie     | depuis 1993          |
|       | Coimbra,      |      | Portugal    | depuis 1982          |
|       | Coral Gables, |      | États-Unis  | depuis 1996          |
|       | Grenade,      |      | Espagne     | depuis 1978          |
|       | Kumamoto,     |      | Japon       |                      |
|       | Oujda,        |      | Maroc       | depuis 1997          |
|       | Philadelphie, |      | États-Unis  | depuis 1998          |
|       | Pécs,         |      | Hongrie     | depuis décembre 2011 |
|       | Pérouse,      |      | Italie      | depuis 1970          |
|       | Tübingen,     |      | Allemagne   | depuis 1960          |

## Équipements et services publics

### Enseignement

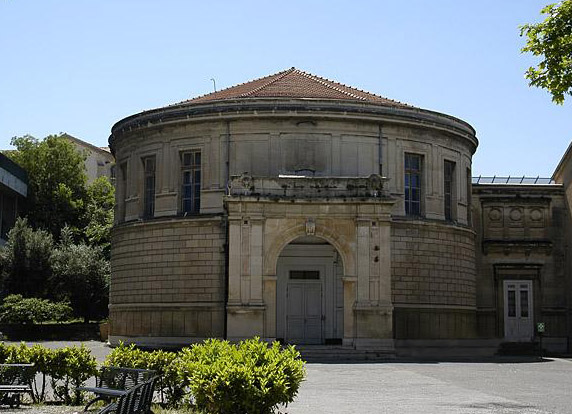
Vue contemporaine du grand amphi des Arts et Métiers ParisTech.

L'université d'Aix a été fondée dès 1409 par Louis II d'Anjou et la ville est réputée être un important lieu d'enseignement et de recherche en droit, en lettres et sciences humaines.
La ville abrite aujourd'hui un des principaux campus de l'université d'Aix-Marseille, l’une des plus importantes de France par le nombre d'étudiants. En 2010, Aix comptait ainsi 35 413 étudiants, soit près d'un quart de sa population.
La ville accueille par ailleurs depuis 1843 un campus de l'école d'ingénieurs Arts et Métiers ParisTech, un Institut d'Administration des Entreprises, un Institut d'études politiques, l'École nationale supérieure des officiers de sapeurs-pompiers, l'École nationale des techniciens de l'équipement, l’Institut de management public et de gouvernance territoriale et une École supérieure d'art.
Aix-en-Provence compte par ailleurs plusieurs lycées : le lycée international Georges-Duby (Luynes), un lycée militaire, le lycée Paul-Cézanne, le lycée Émile-Zola, le lycée Vauvenargues (général et professionnel) et le lycée professionnel Gambetta auxquels s'ajoutent des établissements privés (le lycée général La Nativité, le lycée général et technologique du Sacré-Cœur, le lycée général, technologique et professionnel Saint-Éloi, le lycée professionnel et technologique Célony et le lycée professionnel Sainte-Marie).
La ville compte également 13 collèges: 8 sont publics (le collège Sophie Germain, le collège Château Double, le collège Jas de Bouffan, le collège André Campra, le collège Rocher du Dragon, le collège Saint-Eutrope, le collège Arc-de-Meyran et le collège Mignet) et 5 privés (le collège La Nativité, le collège du Sacré-cœur, le collège Sainte-Catherine de Sienne, le collège Saint-Joseph, et le collège La Chesneraie).
Aix-en-Provence compte 91 écoles maternelles et élémentaires dont une école à pédagogie Freinet (école La Mareschale,) et une école Montessori (école Es-en-Ciel).

### Santé
La ville d'Aix-en-Provence compte plusieurs établissements de soins, notamment le centre hospitalier du Pays d'Aix, l'Hopital privé de Provence (H.P.P.) et le centre hospitalier spécialisé de Montperrin. Plusieurs cliniques privées y sont également installées. Deux centres d'information permettent un dépistage anonyme du virus du sida.
C'est en 1518 que le consul Jacques de la Roque crée le premier hôpital de la ville qui prend le nom d'« hôpital Saint-Jacques ». En 1961, c'est le début de la construction de l'hôpital Cézanne qui prendra ultérieurement le nom de « centre hospitalier du Pays d'Aix ».

### Etablissement pénitentiaire
La ville compte un centre pénitentiaire, le Centre pénitentiaire d'Aix-Luynes, situé dans le quartier de Luynes de la commune d'Aix-en-Provence.

## Population et société

### Démographie

#### Évolution démographique
L'évolution du nombre d'habitants est connue à travers les recensements de la population effectués dans la commune depuis 1793. Pour les communes de plus de 10 000 habitants les recensements ont lieu chaque année à la suite d'une enquête par sondage auprès d'un échantillon d'adresses représentant 8 % de leurs logements, contrairement aux autres communes qui ont un recensement réel tous les cinq ans,.

En 2022, la commune comptait 147 933 habitants, en évolution de +3,45 % par rapport à 2016 (Bouches-du-Rhône : +2,48 %, France hors Mayotte : +2,11 %).
| 1793   | 1800   | 1806   | 1821   | 1831   | 1836   | 1841   | 1846   | 1851   |
| ------ | ------ | ------ | ------ | ------ | ------ | ------ | ------ | ------ |
| 27 000 | 21 009 | 21 960 | 22 412 | 22 575 | 24 660 | 26 698 | 27 280 | 27 255 |

| 1856   | 1861   | 1866   | 1872   | 1876   | 1881   | 1886   | 1891   | 1896   |
| ------ | ------ | ------ | ------ | ------ | ------ | ------ | ------ | ------ |
| 26 136 | 27 659 | 28 152 | 29 020 | 28 693 | 29 257 | 29 057 | 28 357 | 28 913 |

| 1901   | 1906   | 1911   | 1921   | 1926   | 1931   | 1936   | 1946   | 1954   |
| ------ | ------ | ------ | ------ | ------ | ------ | ------ | ------ | ------ |
| 29 418 | 29 829 | 29 836 | 29 983 | 35 106 | 38 332 | 42 615 | 46 053 | 54 217 |

| 1962   | 1968   | 1975    | 1982    | 1990    | 1999    | 2006    | 2011    | 2016    |
| ------ | ------ | ------- | ------- | ------- | ------- | ------- | ------- | ------- |
| 67 943 | 89 566 | 110 659 | 121 327 | 123 842 | 133 018 | 142 534 | 140 684 | 143 006 |

| 2021    | 2022    | - | - | - | - | - | - | - |
| ------- | ------- | - | - | - | - | - | - | - |
| 147 478 | 147 933 | - | - | - | - | - | - | - |

Aix-en-Provence a connu, au XIXe siècle et jusqu'à l'entre-deux-guerres, une stagnation de sa population. Très modeste ville par rapport à Marseille, il a fallu attendre le début des années 1920 et surtout les années 1960 et 1970 pour que la population augmente à un rythme régulier et soutenu.
De 25 000 habitants en 1840, elle est passée à 45 000 habitants en 1945, 110 000 habitants en 1975 et environ 141 000 à l'heure actuelle. En 2010, Aix était classée 23e ville française par le nombre de ses habitants. Dès 1975, la population d'origine aixoise est devenue minoritaire (25%) et provençale aussi (30%).
En 2024, Aix-en-Provence comptait une population de 150 149 habitants, ce nombre est en hausse et estimé d'atteindre les 151 049 personnes en 2026. Il s’agit de la 22ème ville la plus peuplée de France. 

#### Pyramide des âges
La population de la commune est relativement jeune. En 2020, le taux de personnes d'un âge inférieur à 30 ans s'élève à 39,7 %, soit un taux supérieur à la moyenne départementale (35 %). Le taux de personnes d'un âge supérieur à 60 ans (24,4 %) est inférieur au taux départemental (26,6 %).
En 2020, la commune comptait 69 777 hommes pour 77 345 femmes, soit un taux de 52,57 % de femmes, légèrement supérieur au taux départemental (52,25 %).
Les pyramides des âges de la commune et du département s'établissent comme suit :
| Hommes | Classe d’âge | Femmes |
| ------ | ------------ | ------ |
| 0,8    | 90 ou +      | 2,1    |
| 6,8    | 75-89 ans    | 9,5    |
| 13,8   | 60-74 ans    | 15,5   |
| 17,7   | 45-59 ans    | 17,7   |
| 19,4   | 30-44 ans    | 17,1   |
| 26,9   | 15-29 ans    | 25,8   |
| 14,7   | 0-14 ans     | 12,3   |

| Hommes | Classe d’âge | Femmes |
| ------ | ------------ | ------ |
| 0,8    | 90 ou +      | 1,9    |
| 7,6    | 75-89 ans    | 9,8    |
| 16,2   | 60-74 ans    | 17,2   |
| 19,7   | 45-59 ans    | 19,5   |
| 18,8   | 30-44 ans    | 18,6   |
| 18,4   | 15-29 ans    | 16,9   |
| 18,6   | 0-14 ans     | 16,1   |

### Sports et loisirs
Aix-en-Provence compte plusieurs clubs importants :
- Badminton

AUC Badminton est un des plus grands clubs français tant au nombre de licenciés que ses résultats sportifs.
Trois fois champion de France, finaliste des championnats d'Europe des clubs. Il compte dans ses rangs de multiples champion de France et des médaillés européens.
Athlétisme
- Aix Athlé Provence est un des clubs français qui compte le plus grand nombre de licenciés. Nicolas Navarro, qui a participé au marathon des Jeux Olympiques 2020 de Tokyo sous le maillot français, y est licencié.

Basket-ball
- Le Pays d'Aix Basket 13 (basket-ball féminin) ayant évolué en Division 1 féminine de 1981-1982 à 2012-2013 (32 saisons consécutives au plus haut niveau) a remporté une coupe d'Europe Eurocoupe en 2003.

Cyclisme
- L'Amical Vélo Club Aix-en-Provence (vainqueur de la Coupe de France des Clubs 2001 et 2002).

Escrime
- Pays d'Aix Escrime, deux fois champion des clubs d'Europe en 2018 et 2019, organise chaque année l'étape française du challenge Licciardi (circuit mondial de fleuret junior).
- Trois des meilleurs escrimeurs de l'équipe de France sont licenciés au Pays d'Aix Escrime : Erwann Le Péchoux, Erwann Auclin et Marcel Marcilloux.

Football

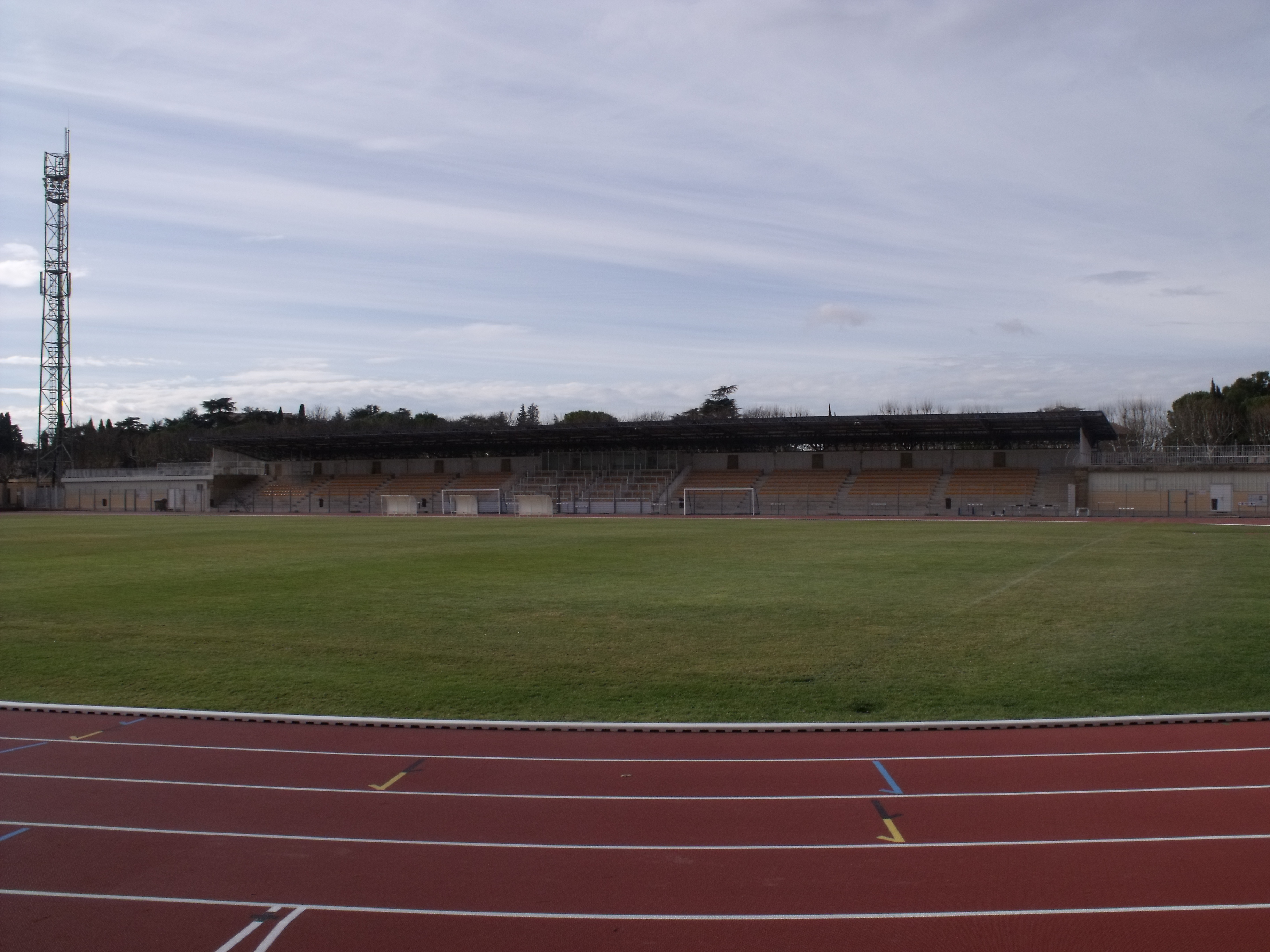
Vue du stade Georges-Carcassonne destiné au football.

- L'Association sportive aixoise, principal club de football de la ville, prend le nom de Pays d'Aix FC en 2014 et participe en 2014-15 en Ligue Méditerranée masculine, District Provence (8e). Le club évolua une année en Division 1, lors de la saison 1967-1968.

Football américain
- Les Argonautes, évoluant en Division 1 masculine, sont le club le plus prestigieux du football américain masculin français : 8 titres de champion, juste derrière le Flash qui en compte 9, mais 17 finales (8 victoires, et 9 défaites), et 1 finale de Coupe d'Europe European Football League (EFL) en 1996.

Handball
- Le Pays d'Aix Université Club handball évolue en Division 1 masculine depuis la saison 2012-2013.

Nage avec palme
- Le P.A.N. est un des clubs français phare de cette discipline.

Natation
- Le P.A.N. permet la pratique de la natation course à plus de 140 compétiteurs, répartis suivants, âge et niveau.

Natation synchronisée
- La section Natation artistique est auréolée de plus de 120 titres de champion de France, section dynamisée par la présence de la championne Virginie Dedieu, licenciée au club d'Aix.

Parachutisme
Parachutisme sportif sous toutes ses formes.
Rugby à XV

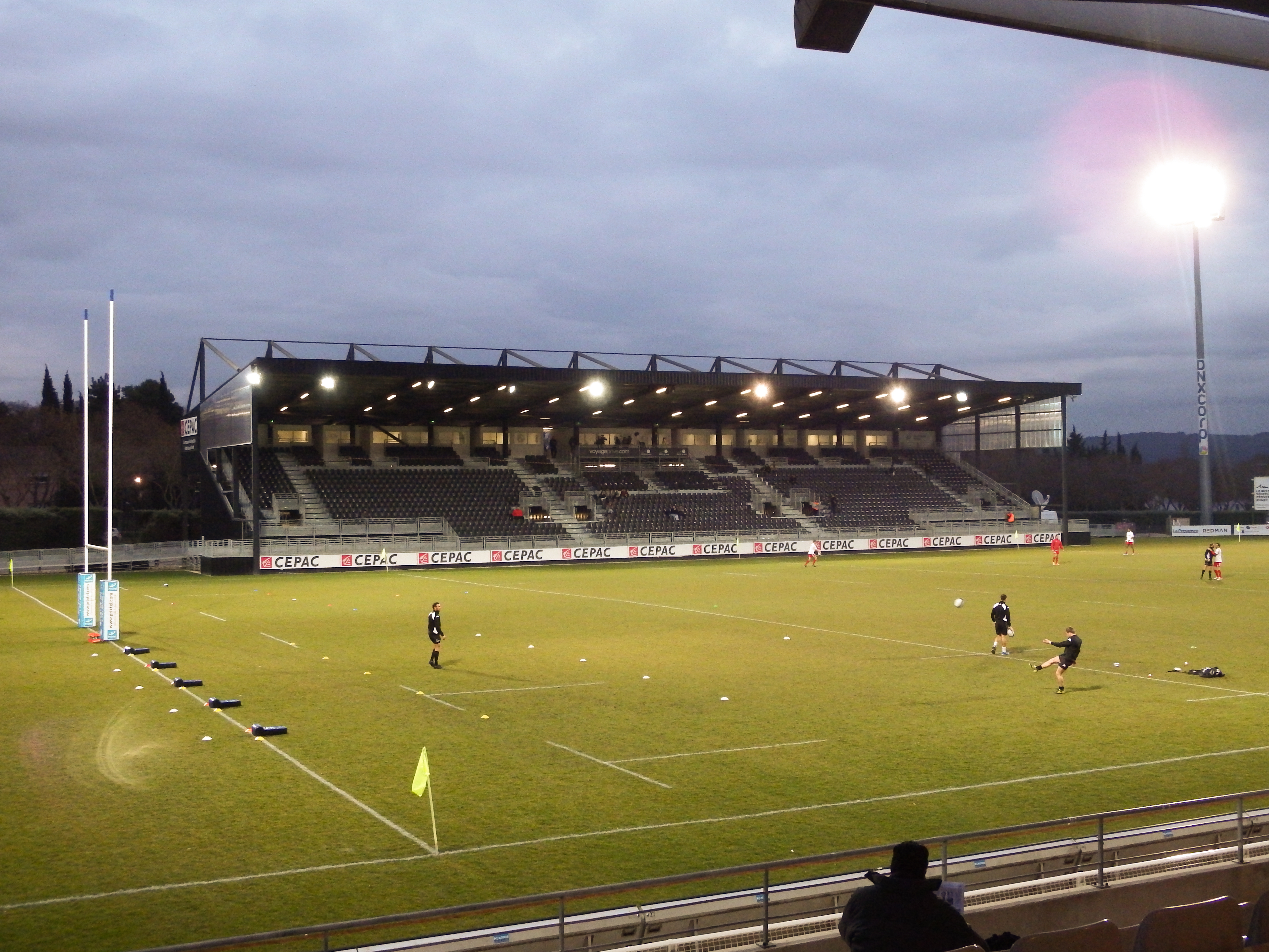
Tribune Louis-et-Lucien-Simon du stade Maurice-David en 2016.

- Provence rugby joue au stade Maurice-David et évolue en Pro D2 ;
- Le Aix université club rugby évolue en Fédérale 3[134],[135].

Tennis
- Le Country Club aixois est un important club de tennis, c'est notamment celui d'Arnaud Clément et Séverine Debeuf.

Triathlon
- Triathl'Aix club co-organisateur de l'Ironman 70.3 Pays d'Aix, parmi ses sociétaires plusieurs champions du monde longue distance, ainsi que le premier champion olympique de cette pratique, le Canadien Simon Whitfield.

Volley-ball
- L'Association Volley-Ball Aixois (AVBA), jeune association sportive et dynamique évolue en division National 3 masculin ;
- Le Pays d'Aix Venelles Volley-Ball évolue en Division 1 féminine depuis la saison 2009-2010.

Water-polo
- Le P.A.N. WP évolue en Division 1 masculine de water-polo depuis la saison 2009-2010, et dispute en 2016-2017 la Coupe d'Europe pour la 1re fois de son histoire (LEN Euro Cup).

De nombreux événements sportifs ont lieu à Aix-en-Provence, comme la course cyclosportive « la Provençale Sainte-Victoire », la course à pied « Aix-en-Foulées » ou encore le critérium cycliste professionnel « la Ronde d'Aix ».

### Manifestations culturelles et festivités
La devise « Ville d'eaux, ville d'art » attribuée à la ville d'Aix-en-Provence trouve sa justification dans les nombreuses manifestations culturelles que la ville accueille chaque année.
Au premier plan, figure le Festival international d'art lyrique, dont le programme est régulièrement retransmis en direct ou en léger différé par plusieurs chaînes de télévision nationales. C'est un festival d’opéra et de musique classique créé en 1948 et qui a lieu chaque été. Il s'agit d’un des grands festivals lyriques européens, avec une affinité particulière pour les opéras de Mozart ; les représentations données à l'origine, en plein air, dans la cour de l’ancien Archevêché sont réparties aujourd'hui sur plusieurs sites : le théâtre de l'Archevêché, le Grand Théâtre de Provence (construit en 2007), le théâtre du Jeu de Paume et l'hôtel Maynier d'Oppède en sont les principaux.
D'autres manifestations culturelles notables peuvent être évoquées, notamment le Festival de Pâques, le Festival de la Chanson Française du Pays d'Aix, le Festival littéraire « Le Printemps des lettres méditerranéennes », le Zic Zac Festival ou encore les Rencontres du neuvième art, consacrées à la bande-dessinée et organisées annuellement depuis 2004.
En urbanisme, Aix a la chance d'accueillir le Festival Image de ville, l'un des plus graphiques et attractifs de France.
Le 9 janvier 2020, une nouvelle salle des musiques actuelles du Pays d’Aix, baptisée 6MIC, a été inaugurée.
Également, de mi-février à fin-mars, la ville accueille une foire aux manèges avec une centaine d'attractions en tout genre, sur le parking du stade Carcassonne.
Le Festival Tous Courts est un festival international de courts métrages qui a lieu en novembre de chaque année depuis 1983.

### Lieux de cultes

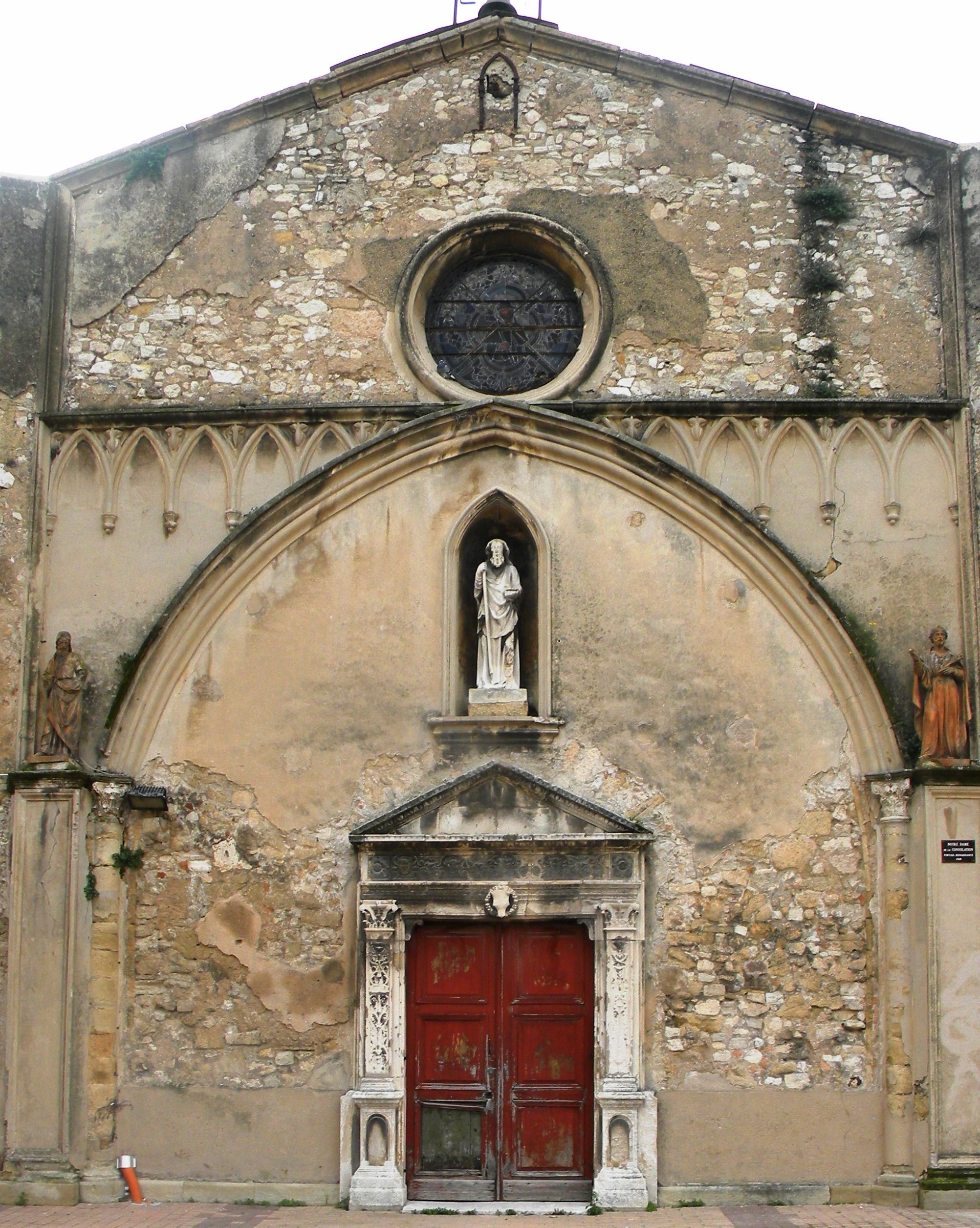
Façade de la chapelle Notre-Dame-de-Consolation.

La commune d'Aix-en-Provence abrite plusieurs lieux de culte de différentes confessions. La communauté catholique est historiquement et numériquement la plus importante, elle dépend de l'archidiocèse d'Aix-en-Provence et Arles dont le siège est à la cathédrale Saint-Sauveur. De nombreuses églises et chapelles sont inscrites aux monuments historiques.
Il y a deux paroisses orthodoxes à Aix-en-Provence.
- La paroisse des Saints-Archanges-et-Sainte-Anne, rue Bédarrides, dépend de la métropole orthodoxe grecque de France, une juridiction du patriarcat œcuménique de Constantinople[139].
- La paroisse Saint-Jean-Cassien, route de Berre, dépend de la métropole orthodoxe roumaine d'Europe occidentale et méridionale, qui est un diocèse de l'Église orthodoxe roumaine (Patriarcat de Roumanie)[140].

Il existe plusieurs lieux de culte protestants, dont deux temples réformés. Le temple de la rue de la Masse, inauguré en 1876, dont la paroisse est membre de l'Union nationale des Églises protestantes réformées évangéliques de France (UNEPREF), et le temple de la rue Villars, ancienne synagogue confiée en 1957 aux protestants, dont la paroisse est membre de l'Église protestante unie de France (EPUdF),. Il y a aussi un séminaire théologique réformé évangélique, la Faculté Jean Calvin, avenue Jules Ferry
Les lieux de culte protestants évangéliques sont : église baptiste, cours des Arts et Métiers, église évangélique libre d'Aix en Provence, avenue du Deffens, église évangélique Assemblée de Dieu, chemin des Floralies, église évangélique assemblée chrétienne, rue Irma Moreau, église Adventiste du Septième Jour, Impasse Grassi.
Une nouvelle synagogue a été construite en 1997, rue de Jérusalem,,.
La deuxième religion par importance est l'islam ; on compte six lieux de cultes musulmans dans la commune : une salle de prière au Jas de Bouffan (ZAC) 1, une autre à Encagnane (ZUP) 3, une dans le centre-ville non loin de l’hôtel de ville, puis une autre à la cité Beisson.

### Médias
La station de radio RadioCitya été créée à Aix-en-Provence et y possède des studios.[réf. nécessaire]
La station de radio France Bleu Provence a ses studios à Aix.

## Économie
La ville est très investie dans l'accueil des touristes, activité très importante en terme d'emplois, et figure au palmarès des dix destinations les plus durables en France étant dominé par Nantes, Angers et Lyon.

### Revenus de la population et fiscalité des ménages
En 2021, le revenu fiscal médian par ménage était de 25 810 €, ce qui plaçait Aix-en-Provence au 14 402e parmi les 31 525 communes de plus de 39 ménages en métropole. Ce chiffre place la commune au 3e rang des communes française de plus de 100 000 habitants, derrière Boulogne-Billancourt (35 040 €) et Paris (29 730 €). À titre de comparaison le revenu fiscal médian par ménage en France métropolitaine est de 19 270 €.

### Population active
La population âgée de 15 à 64 ans s'élevait en 2021 à 123 619 personnes (123 619 en 2007), parmi lesquelles on comptait 64,1 % d'actifs dont 56,5 % ayant un emploi et 7,7 % de chômeurs (contre 10,5 % en 1999). En 2021, 66,2 % des actifs ayant un emploi et résidant dans la commune travaillaient à Aix-en-Provence, 29 % dans une autre commune des Bouches-du-Rhône, 2,4 % dans un autre département et 2,2 % dans une autre région.
La répartition par catégories socioprofessionnelles de la population active d'Aix-en-Provence fait apparaître une sous-représentation des « agriculteurs » et « ouvriers » et une sur-représentation des « cadres, professions intellectuelles » par rapport à la moyenne de la France métropolitaine.
Répartition de la population active par catégories socioprofessionnelles (recensement de 2021)
|                             | Agriculteurs | Artisans, commerçants, chefs d'entreprise | Cadres, professions intellectuelles | Professions intermédiaires | Employés | Ouvriers |
| --------------------------- | ------------ | ----------------------------------------- | ----------------------------------- | -------------------------- | -------- | -------- |
| Aix-en-Provence             | 0,3 %        | 5,4 %                                     | 25,1 %                              | 28,8 %                     | 27,4 %   | 13,0 %   |
| Moyenne nationale           | 2,1 %        | 5,9 %                                     | 15,8 %                              | 24,8 %                     | 28,5 %   | 22,9 %   |
| Sources des données : Insee |              |                                           |                                     |                            |          |          |

### Emploi
En 2021, on comptait 100 848 emplois dans la commune, contre 84 165 en 2007. Le nombre d'actifs ayant un emploi résidant dans la zone étant de 61 747, l'indicateur de concentration d'emploi est de 160,2 % (contre 147,4 % en 2007), ce qui signifie que la commune offre une fois et demie plus d'emplois que d'aixois actifs.
La répartition par secteurs d'activité des emplois à Aix-en-Provence fait apparaître l'importance des secteurs du commerce, des transports et des services. L'emploi tertiaire représente 87 % du total des emplois à Aix-en-Provence, contre plus de 75 % en France métropolitaine.
À noter une forte croissance de l'activité dans les services informatiques.
Répartition des emplois par domaines d'activité (recensement de 2021)
|                             | Agriculture | Industrie | Construction | Commerce, transports, services divers | Administration publique, enseignement, santé, action sociale |
| --------------------------- | ----------- | --------- | ------------ | ------------------------------------- | ------------------------------------------------------------ |
| Aix-en-Provence             | 0,5 %       | 5,9 %     | 4,9 %        | 58,6 %                                | 30,6 %                                                       |
| Moyenne nationale           | 2,4 %       | 11,7%     | 6,5 %        | 48,0 %                                | 31,4 %                                                       |
| Sources des données : Insee |             |           |              |                                       |                                                              |

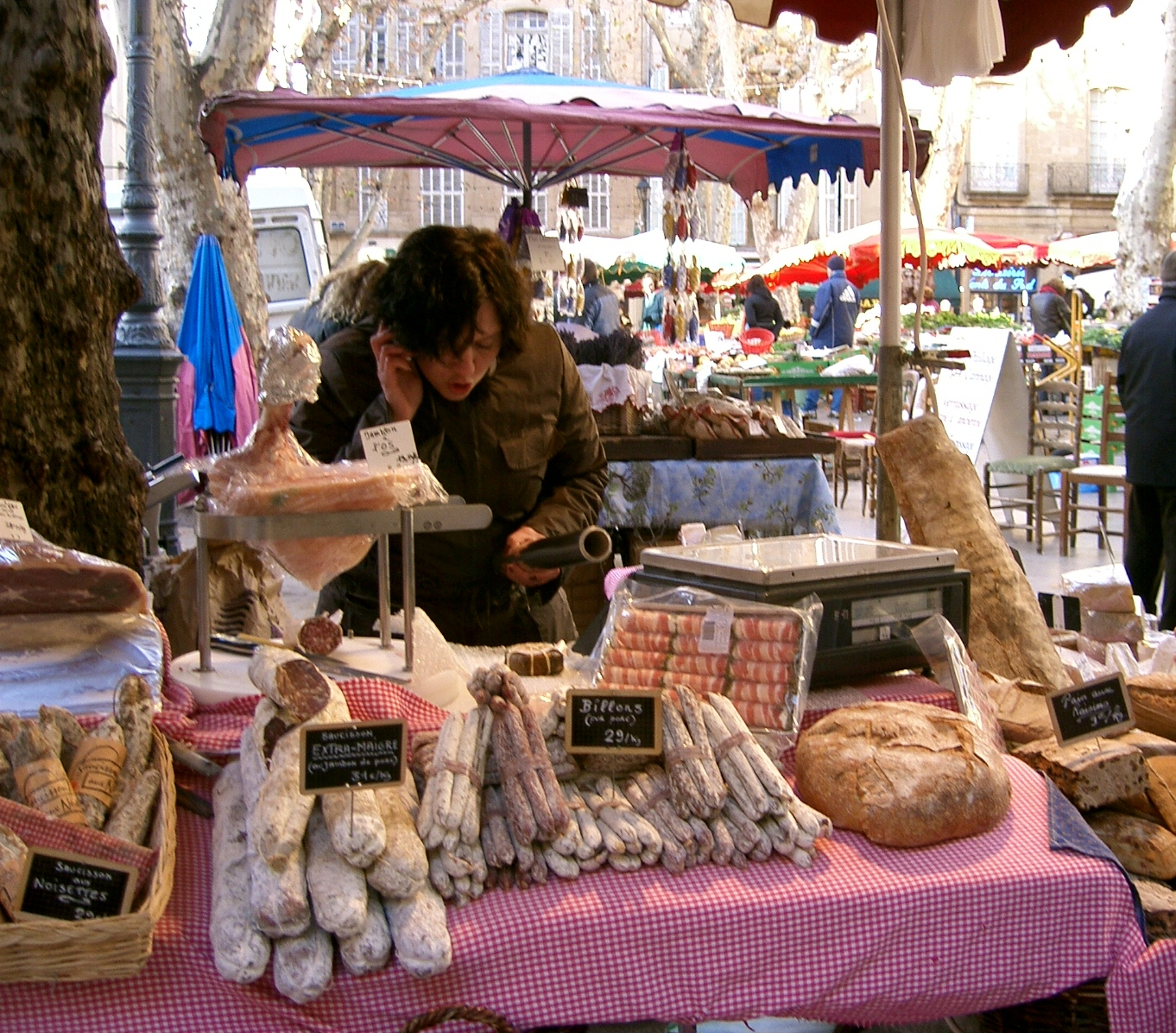
Marché provençal.

Plusieurs secteurs sont source d'emplois dans le bassin aixois. L'artisanat provençal suscite l'intérêt du tourisme, par le moyen notamment des marchés de Provence, nombreux dans toute l'agglomération et les villages circonvoisins. D'autres secteurs d'activité sont également bien implantés, comme l'industrie électronique, par exemple, avec STMicroelectronics, dans la zone d'activité de Rousset, à 10 kilomètres d'Aix, ou bien l'industrie agroalimentaire, comme les Biscottes Roger. Les 3 entreprises dont le siège social est à Aix-en-Provence ayant le chiffre d'affaires le plus important sont NHIndustries (aéronautique), Colas Rhône-Alpes Auvergne (travaux publics) et NAOS (cosmétiques).
Aix-en-Provence possède un centre ENSAM (Arts et Métiers) et une antenne de la Chambre de commerce et d'industrie Marseille-Provence.

### Casino
Le Casino d'Aix-en-Provence, situé dans le centre-ville, a ouvert en 2001 et remplace l'ancien casino d'Aix-en-Provence construit entre 1922 et 1923, racheté en 1994 et détruit en 2003.

### Tourisme
En 2024, les bateaux de croisière qui accostent à Marseille, avec des touristes venus ensuite en bus visiter le centre-ville de la deuxième ville des Bouches-du-Rhône, connue pour son potentiel touristique, ont suscité émotion et protestation des habitants à l'année. Selon des statistiques citées par France Télévisions en mai 2024, 2,5 millions de croisiéristes sont arrivés à Marseille en 2023, soit 36 % de plus que l’année précédente.

## Culture locale et patrimoine
La langue historique d'Aix est le provençal, qui a été progressivement remplacé par le français à partir de l'intégration totale de la Provence à la France en 1789 et la francisation autoritaire de la population provençale au cours du XIXe   et   XXe siècle. De nombreux écrivains aixois de langue provençale ont contribué à la richesse de la littérature provençale.

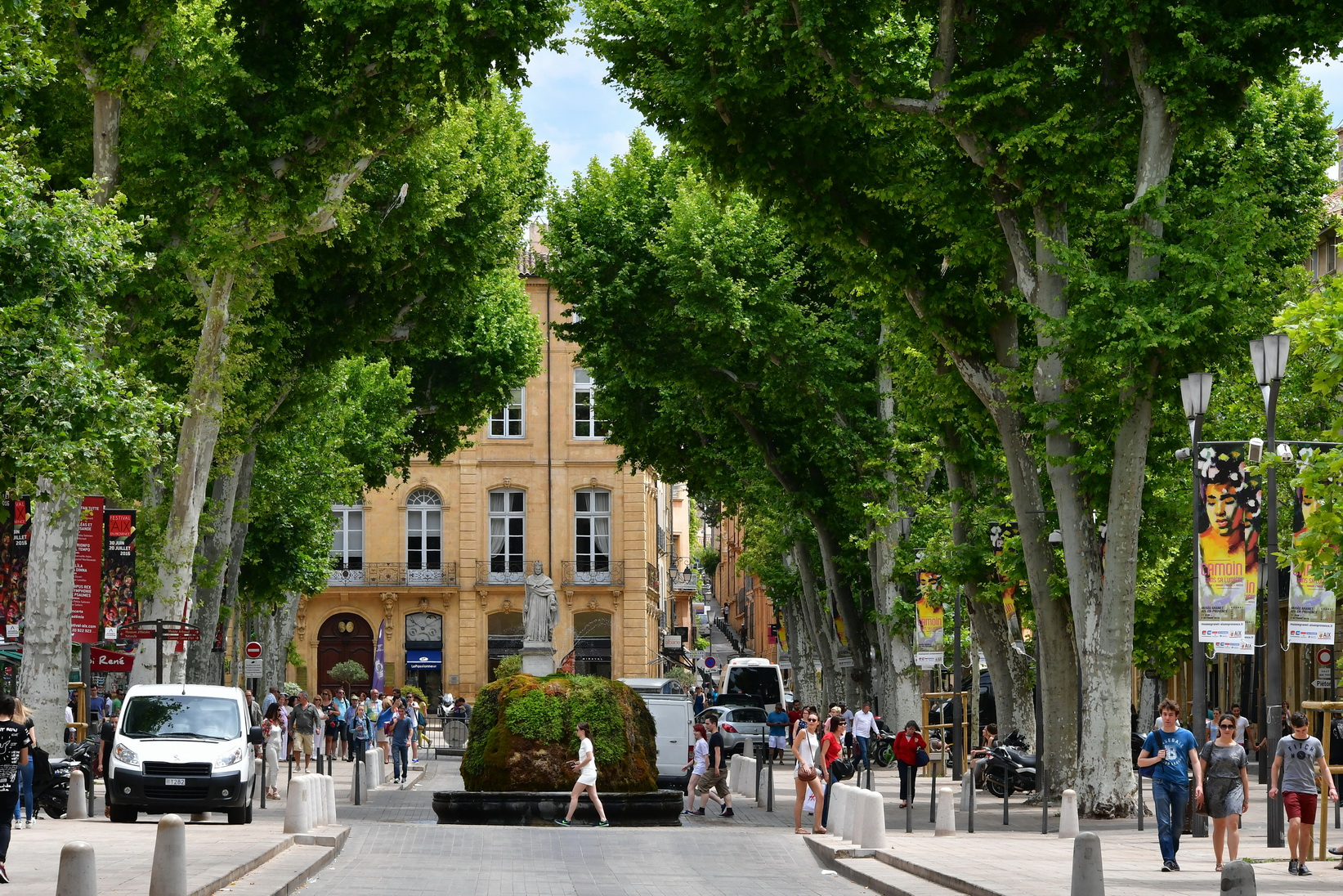
Le cours Mirabeau.

La ville d'Aix-en-Provence possède un patrimoine architectural remarquable au sein de son centre historique, notamment en ce qui concerne les périodes des XVIIe et XVIIIe siècles. Avec 156 monuments historiques classés ou inscrits au titre de la loi du 31 décembre 1913 sur les monuments historiques (dont 9 fontaines et 75 hôtels) la ville d'Aix-en-Provence est classée 17e ville française en nombre de monuments historiques.
À noter qu'Aix-en-Provence comporte plus de cent-cinquante hôtels particuliers datant du XVIe au XVIIIe siècle, dont notamment l'hôtel d'Olivari, l'hôtel de Perrin et l'Hôtel d'Arlatan faisant d'elle la deuxième ville de France (après Paris) par le nombre d'hôtels particuliers et la première en nombre par habitant.

### Lieux et monuments
La ville d'Aix-en-Provence détient le label ville d'Art et d'Histoire. Elle détenait auparavant le label Ville d'art.
Aix-en-Provence possède deux étoiles au guide Vert Michelin.
Le cimetière Saint-Pierre abrite la dernière demeure de nombreuses personnalités du monde de l'art : Paul Cézanne, Darius Milhaud, Auguste de Forbin, Joseph Villevieille, etc. ; des lettres : François-Auguste Mignet, l'abbé Bremond, et de la politique locale.
La nécropole nationale de Luynes est un cimetière militaire de la première et deuxième guerres mondiales.

#### Édifices religieux

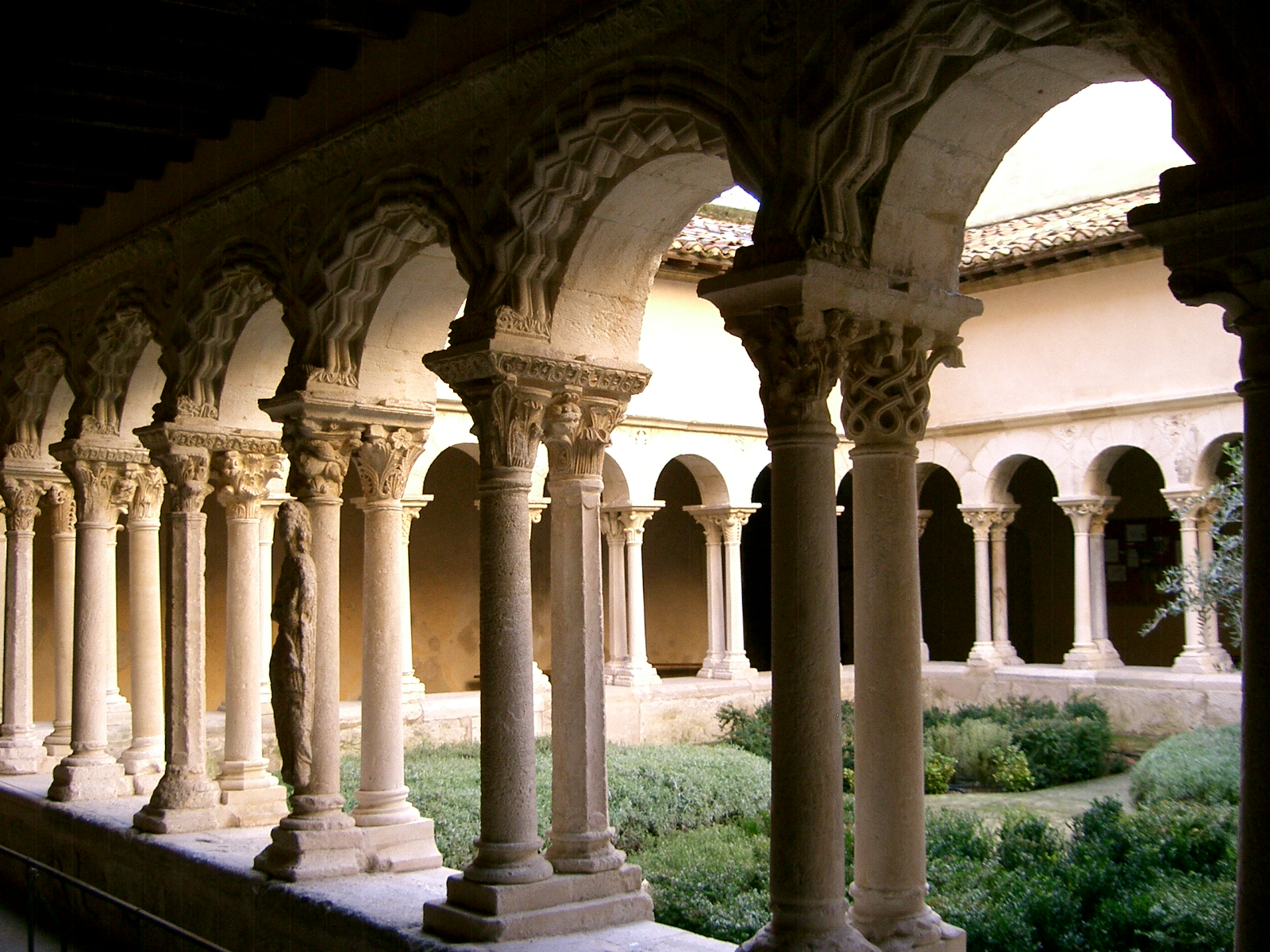
Colonnade du cloître Saint-Sauveur.

- Cathédrale Saint-Sauveur. Triptyque du Buisson ardent (retable du roi René) de Nicolas Froment ; retable de la Légende de saint Mitre (XIVe siècle) ; tapisseries : Vie de la Vierge et de Jésus (fin du XVe siècle).
  - Cloître Saint-Sauveur : fin XIIe siècle. La toiture formée est soutenue par des arcades. Les colonnettes jumelées, les chapiteaux à feuillages ou historiés donnent beaucoup d'élégance à la construction.
- Église de la Madeleine. Situé place des Prêcheurs, le bâtiment actuel date de la fin du XIXe siècle, succédant à plusieurs constructions depuis le XIIIe siècle.
- Église du Saint-Esprit. Cette église a été construite de 1706 à 1728 par les frères Vallon. Les sculptures et décorations ont été réalisées de 1726 à 1728. Le mariage de Mirabeau a été célébré dans cette église.
- Église Saint-Jean-de-Malte. Située non loin du cours Mirabeau, elle est la première église gothique de Provence.
- Église Notre-Dame de la Seds. L'actuel édifice date de 1853 et est l'œuvre de l'architecte aixois Henri Révoil. Cette église est construite dans un style romano-byzantin.
- Église Saint-Jean-Baptiste du Faubourg.
- Chapelle des Oblats.
- Couvent des Prêcheurs d'Aix-en-Provence.
- Église Notre-Dame-de-l'Assomption de Puyricard.
- Église de l'Immaculée-Conception de Couteron.
- Église Notre-Dame-de-l'Arc d'Aix-en-Provence.
- Église Saint-André de Val Saint-André.
- Église Sainte-Marie-Madeleine des Milles.
- Église Sainte-Anne de Tournon.
- Église Saint-Eutrope d'Aix-en-Provence.
- Église Saint-François-d'Assise d'Aix-en-Provence.
- Église Saint-Georges de Luynes.
- Église Saint-Jean-Marie-Vianney du Pont de Béraud.
- Église Saint-Jérôme d'Aix-en-Provence.
- Église Saint-Thomas-de-Villeneuve d'Aix-en-Provence.
- Église Saint-Paul d'Aix-en-Provence.

#### Édifices civils
Riche en édifices des XVIIe et XVIIIe siècles essentiellement, Aix-en-Provence attire de nombreux touristes par la qualité des bâtiments qui ornent les rues du centre-ville. L'hôtel de ville, construit entre 1655 et 1678 par Pierre Pavillon, dont la façade inspirée des palais italiens borde l'un des côtés de la place de l'Hôtel-de-Ville et sa tour de l'Horloge, couronnée d'un campanile, attirent le regard lorsque l'on pénètre dans le centre historique. On doit aussi visiter la place d'Albertas, le palais de justice de style néoclassique, construit après la Révolution sur les ruines de l'ancien palais comtal, la Tourreluque, tour datant du XIVe siècle, unique vestige de l'enceinte médiévale, mais aussi de nombreux hôtels particuliers, comme l'hôtel d'Estienne-de-Saint-Jean (rue Gaston-de-Saporta) ou l'hôtel de Castillon (XVIIIe siècle, 21, cours Mirabeau). La place des Quatre-Dauphins, au cœur du quartier Mazarin, conçu au XVIIe siècle par l'archevêque d'Aix-en-Provence Michel Mazarin, située à l'intersection de la rue Cardinale venant de l'église Saint-Jean-de-Malte et de la rue du Quatre-Septembre, menant au cours Mirabeau, entourée d'hôtels particuliers, comme l'hôtel de Boisgelin, l'hôtel du Baron de Saizieu, l'hôtel Dugrou, l'hôtel Dedons de Pierrefeu, qui offrent un témoignage de l'architecture des XVIIe et XVIIIe siècles à Aix. Le quartier de l'opéra offre un accès vers le haut du cours Mirabeau. La rue de l'opéra, qui a vu naître Paul Cézanne, offre un vue plongeante sur l'artère principale de la ville et possède trois hôtels particuliers remarquables, l'hôtel Grimaldi Regusse(1680), l'hôtel d'Arlatan (1684) et l'hôtel de Lestang-Parade (1650). De l'autre coté de la rue se trouve le théâtre du jeu de paume, qui est un des rares théâtre à l'italienne de France. À proximité se trouve la fontaine d'argent de style baroque.
Dans les quartiers périphériques, des édifices modernes méritent aussi le déplacement, comme le Pavillon noir, accueillant le centre chorégraphique national, dirigé par Angelin Preljocaj. À l'extérieur de la ville, on trouve de nombreux monuments historiques, comme le pont de Saint-Pons ou le pont des Trois-Sautets. Non loin de ce pont (coordonnées 43.511885,5.466974), on peut remarquer les anciennes infirmeries édifiées entre 1564 et 1671. Elles abritent aujourd'hui un hôtel.
La Bastide de Bellevue, chemin de Fontrousse, propriété de Balthazar d'André de Bellevue et de son épouse Thérèse Mignard. En 1790, elle est vendue aux Mayol de Saint Simon, et devient la bastide de Saint Simon. Les descendants de la famille d'André habitent au château d'Aubussargues, près d'Uzès, dans le Gard.

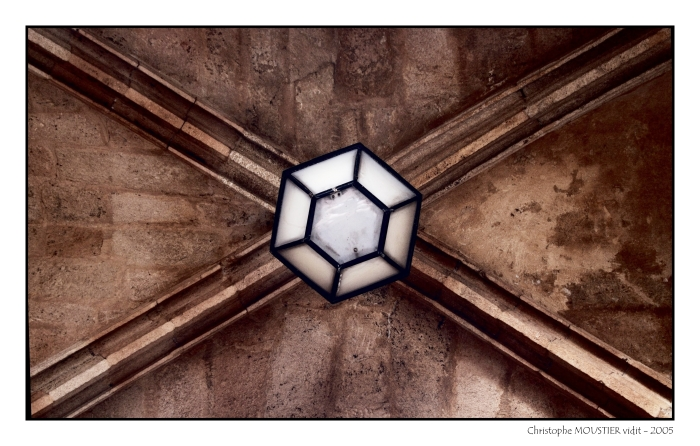
Voûte du clocher près du forum des Cardeurs.
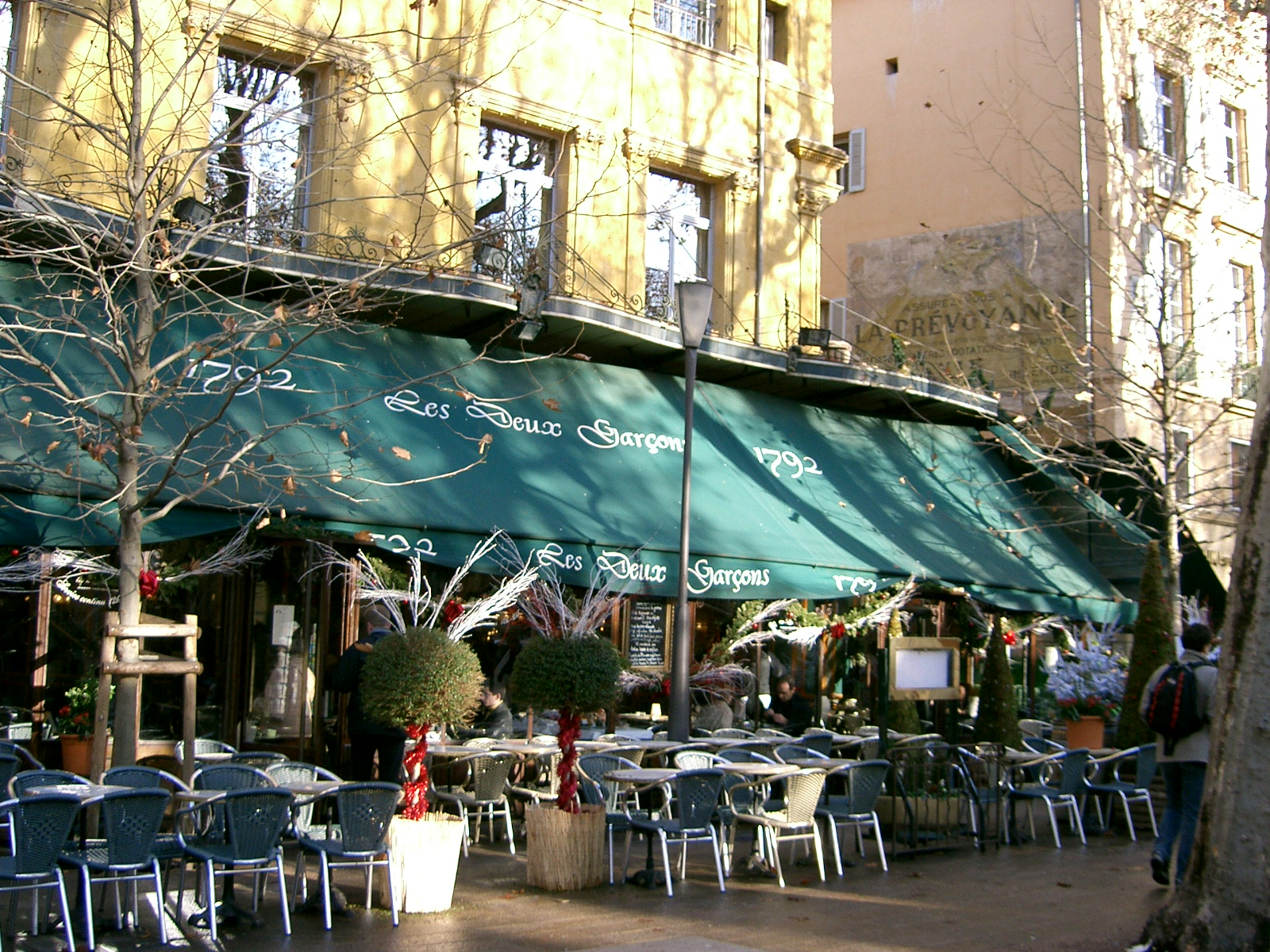
Terrasse de la brasserie des Deux-Garçons sur le cours Mirabeau, fréquentée par Paul Cézanne et Émile Zola.
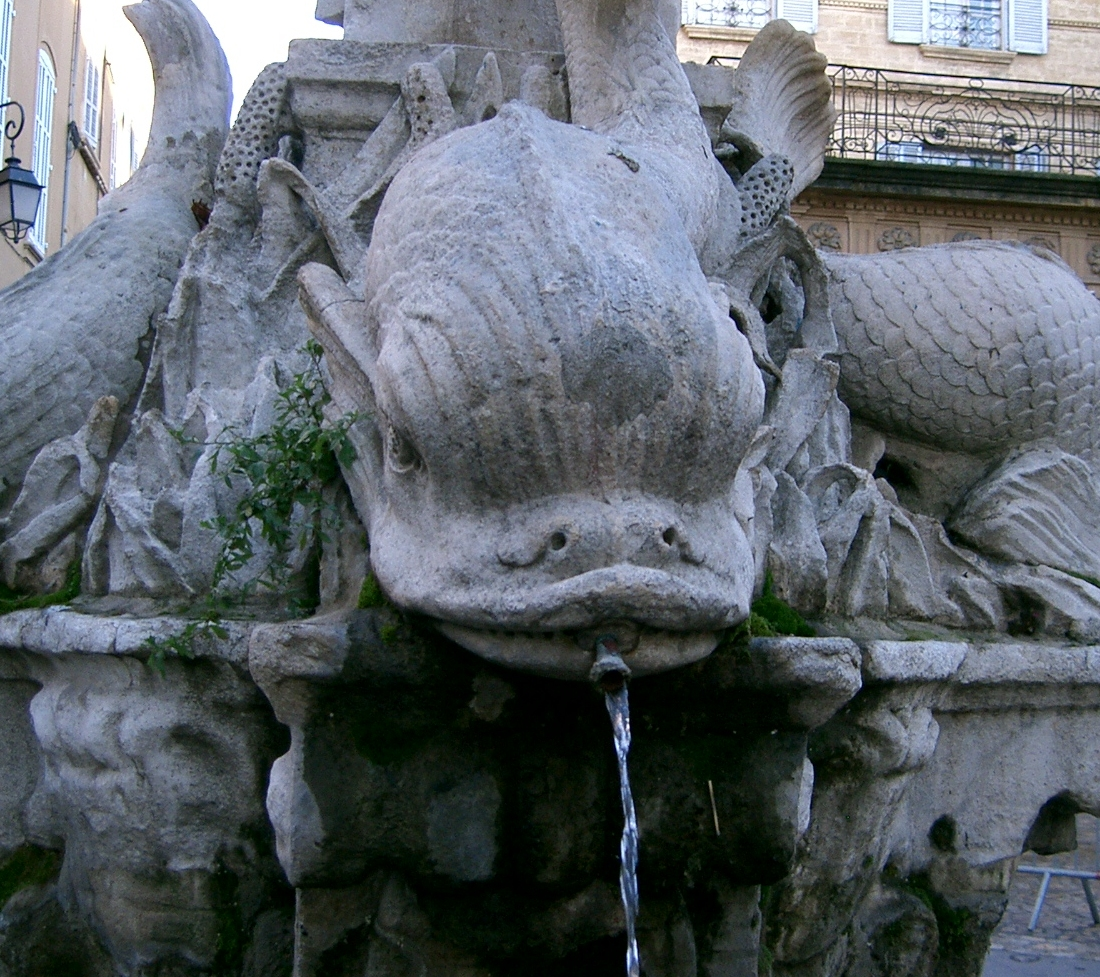
La fontaine des Quatre-Dauphins (détail).
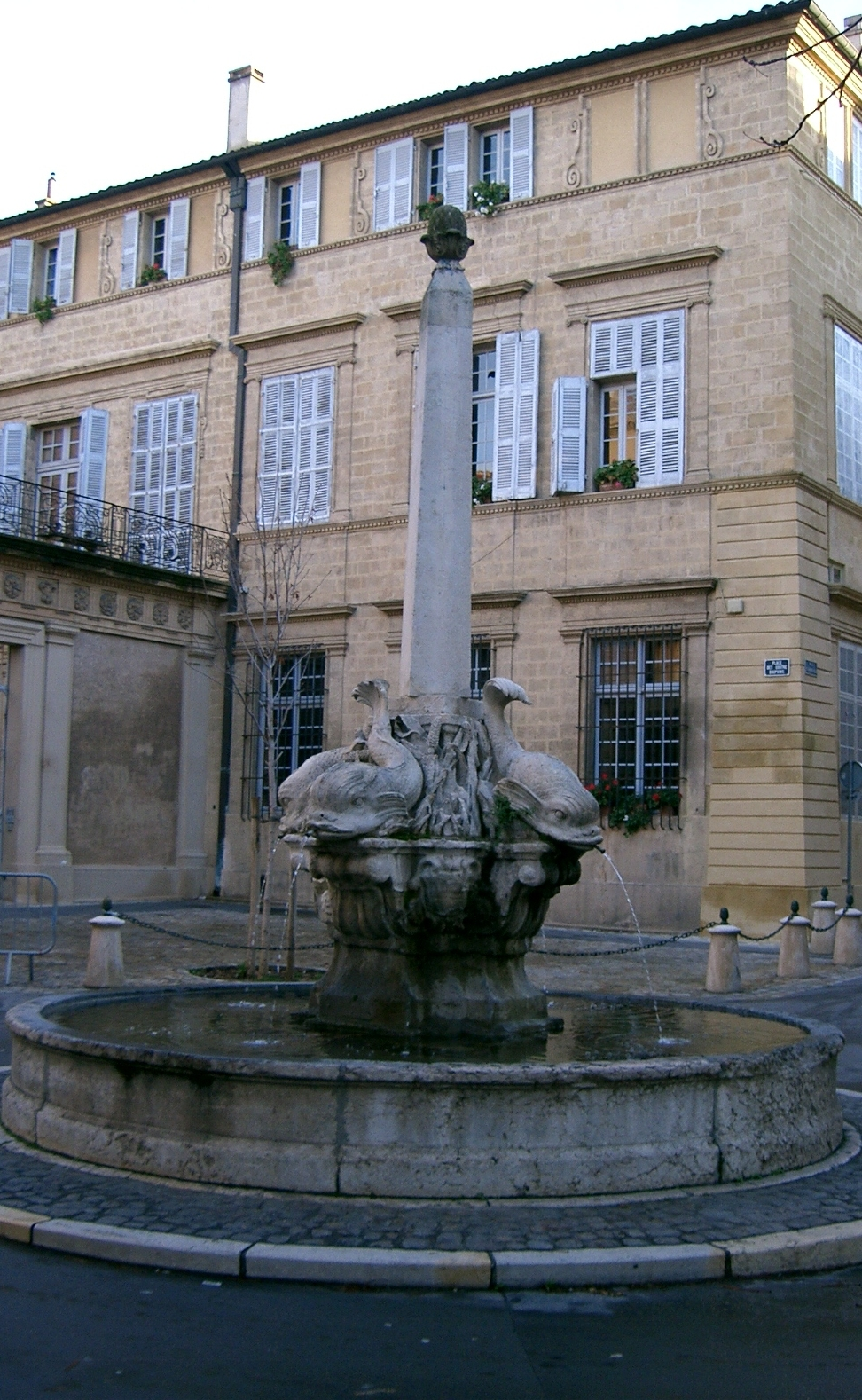
La fontaine des Quatre-Dauphins.
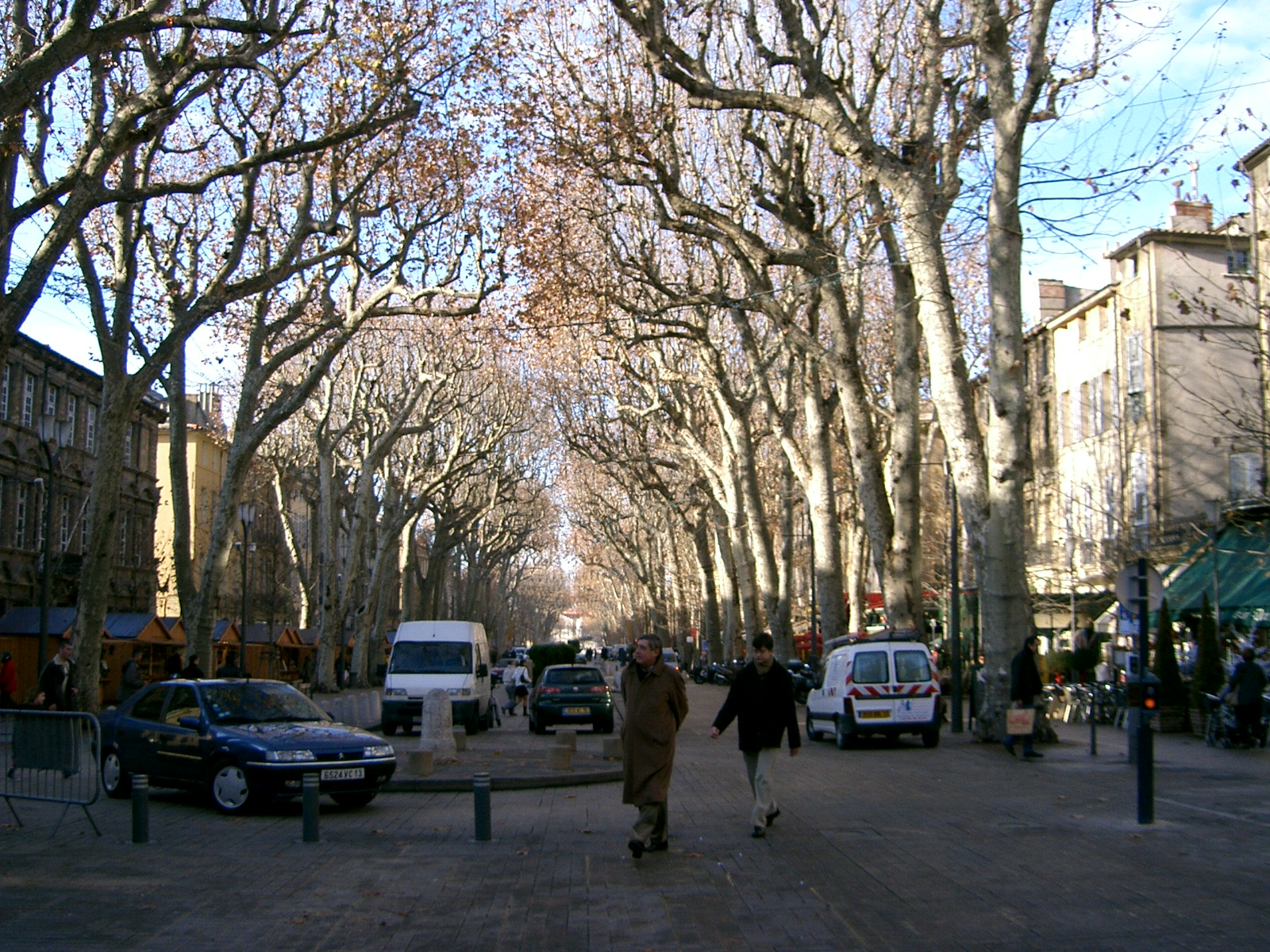
Le cours Mirabeau en hiver.

#### Musées, fondations et bibliothèques
Aix-en-Provence possède de nombreux musées qui contribuent à la réputation culturelle de la ville. Le principal musée de la commune est le musée Granet.
- Musée Granet: Situé tout contre l'église Saint-Jean-de-Malte, le bâtiment qui l'abrite a été construit en 1671, le prieuré étant transformé en musée en 1838. Le musée comporte une annexe situé dans la chapelle des Pénitents blancs à quelques rues du bâtiment principal.
François Marius Granet y lègue une importante collection de peintures et l'établissement prend le nom de son donateur en 1949.
- Musée des Tapisseries: Le musée des Tapisseries consiste en une vaste collection provenant de l'ancien archevêché. On y trouve des tapisseries exécutées à Beauvais aux XVIIe et XVIIIe siècles, dont certaines ont été réalisées d'après Bérain, ainsi qu'une série de neuf panneaux de la vie de don Quichotte, et quatre autres panneaux exécutés d'après Leprince.
- Musée du Vieil-Aix: Rue Gaston-de-Saporta existe depuis 1933 le musée du Vieil-Aix, situé dans l'hôtel d'Estienne-de-Saint-Jean. Il compte des collections de costumes, de faïences, de marionnettes, reconstituant la vie à Aix-en-Provence sous l'Ancien Régime, ainsi qu'au XIXe siècle.
- L'Hôtel de Caumont - Centre d'art: Cet hôtel particulier du XVIIIe siècle après avoir abrité le conservatoire de musique d'Aix est devenu après restauration un centre d'art. Sis au 3, rue Joseph-Cabassol, il se situe à une minute à pied du cours Mirabeau.
- Muséum d’histoire naturelle: Fondé par le géologue Henri Coquand en 1838, c'est un musée qui était installé depuis 1950 dans le prestigieux hôtel Boyer-d’Éguilles, monument historique datant du XVIIe siècle, dans lequel séjourna le célèbre botaniste aixois Joseph Pitton de Tournefort. Ses imposantes collections paléontologiques, zoologiques ou encore ethnographiques n'ont plus actuellement de site ouvert au public.
- Dans le centre-ville on peut aussi visiter le pavillon de Vendôme, ancien hôtel particulier abritant le musée du Pavillon de Vendôme-Dobler.
- Le musée Paul-Arbaud, quant à lui, est le siège de l’Académie des Sciences, Agriculture, Arts et Belles-Lettres d’Aix-en-Provence[162]. Il propose une collection de faïences provençales du XVIIIe siècle et de portraits de la famille Mirabeau mais aussi accueille une bibliothèque de 1600 documents et un fonds d'archives privées important.
- Dans les quartiers périphériques de la ville d'Aix-en-Provence se situe, au Jas-de-Bouffan, la fondation Vasarely, construite en 1973 sur les plans de l'artiste Victor Vasarely. Sa façade, succession d'immenses cercles noirs ou blancs, est caractéristique de son œuvre.
- Sur l'emplacement de l'ancienne manufacture des allumettes, la Cité du livre a été construite sur une vaste friche industrielle réhabilitée; elle rassemble la bibliothèque municipale Méjanes et ses partenaires institutionnels, associatifs et pédagogiques.

#### Planétarium Peiresc
Depuis avril 2002, un planétarium est ouvert à Aix, tout d'abord installé provisoirement dans le parc Saint-Mitre situé dans les quartiers ouest (Jas de Bouffan) de la ville, il est depuis novembre 2014 dans une propriété municipale (Villa Clair Matin) jouxtant le parc Saint-Mitre. Il porte le nom de Peiresc (1580-1637), humaniste et astronome aixois qui fut conseiller au Parlement d'Aix. Ce planétarium, dont la coupole a un diamètre de 8 m est le plus grand de Provence-Alpes-Côte d'Azur, avec 47 sièges inclinés répartis en deux cercles concentriques autour du simulateur de ciel ; il est équipé d'un planétarium itinérant lui permettant de répondre aux demandes émanant de toute la région Provence-Alpes-Côte d'Azur. Il accueille ainsi un grand nombre de visiteurs (près de 20 000 par an) en proposant des séances de planétarium (scolaires et grand public), des ateliers pédagogiques et des conférences de bon niveau scientifique.

#### Autres institutions
Le 5 octobre 2019 a été inauguré le Conservatoire national de la Mémoire des Français d’Afrique du Nord.
La ville d'Aix-en-Provence abrite aussi les Archives nationales d'outre-mer.

#### Voies

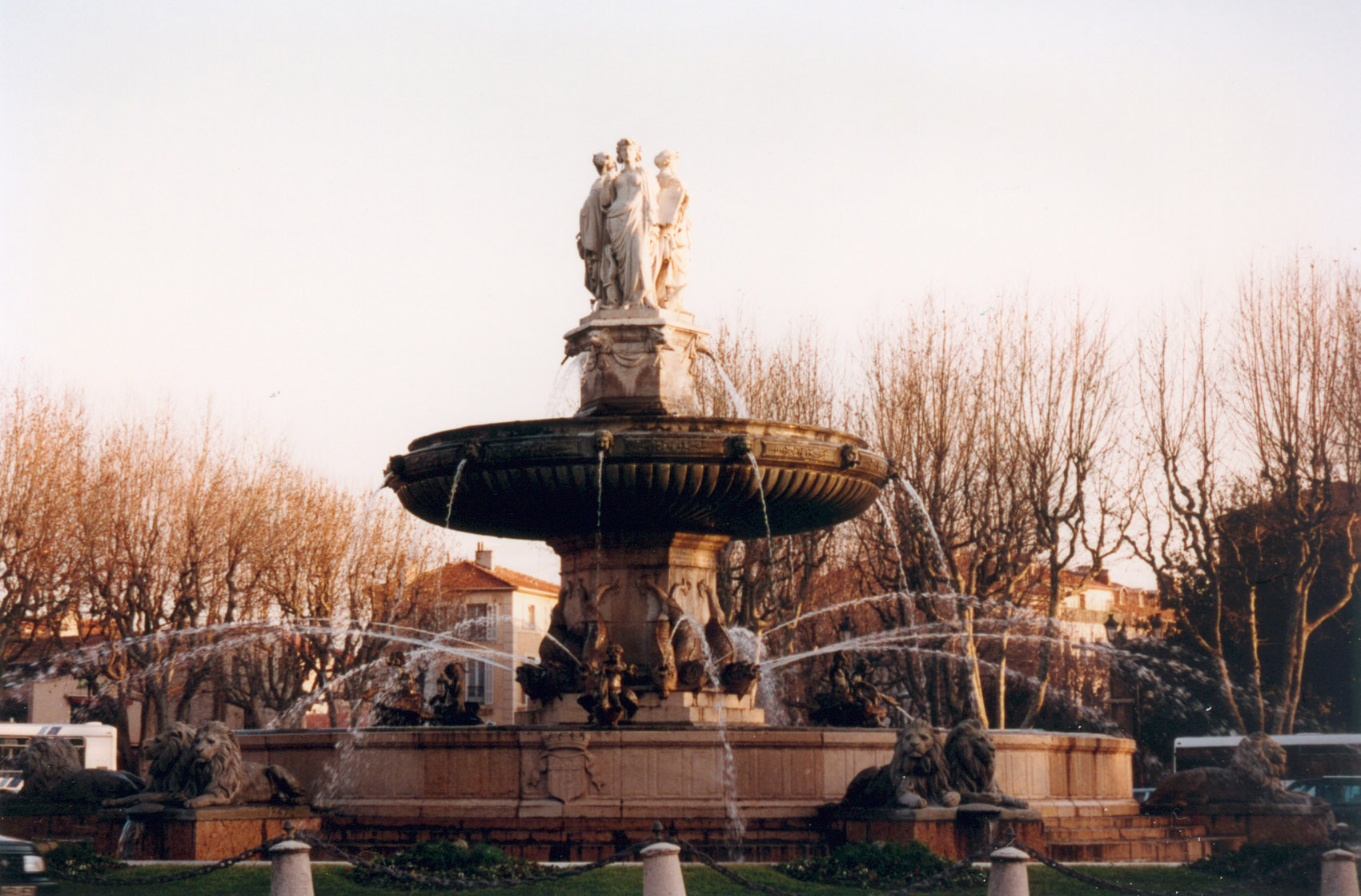
La Rotonde.

La voie la plus connue à Aix-en-Provence, aussi bien localement qu'au niveau national, est le cours Mirabeau, tracé au XVIIe siècle, sur les remparts. Il possède à son extrémité ouest une monumentale fontaine appelée fontaine de la Rotonde érigée en 1860. À proximité se dressait, il y a encore peu, l'ancien casino-théâtre à l'architecture typiquement art-déco des années 1920, témoin du passé thermal de la ville. À l'autre extrémité du cours, se dresse une statue construite par David d'Angers (XIXe siècle) représentant le roi René tenant une grappe de raisin muscat.
Au nord du cours Mirabeau (axe orienté est-ouest) se trouve la partie plus ancienne du Vieil Aix (rue étroites voire pentues, et non rectilignes, ensemble anarchique de voies, places et fontaines). Au sein de ce quartier, se trouve une rue au nom pittoresque de « rue Esquiche-Coude » (« rue Serre-Coude » en français), deux passants ne pouvant s'y croiser qu'en se serrant les coudes.
Au sud du cours Mirabeau se trouve le quartier Mazarin, partie la plus récente du Vieil Aix, quartier aménagé au XVIIe siècle, par la volonté de Michel Mazarin, frère du cardinal Mazarin. Ce quartier est un ensemble plat homogène, de voies rectilignes, aux nombreux hôtels particuliers et fontaines.
Le Vieil Aix se présente autour d'un réseau de voies qui l'encerclent de façon harmonieuse, sur le tracé des anciens remparts, détruits depuis le XIXe siècle. Du cours Mirabeau part l'avenue Victor Hugo, puis le boulevard du Roi-René, le boulevard Sadi-Carnot (homme politique), le cours Saint-Louis, le boulevard Aristide-Briand, le boulevard Jean-Jaurès, le cours Sextius et enfin l'avenue Napoléon-Bonaparte qui, par la place de la Rotonde (officiellement dénommée place du Général-de-Gaulle) où se dresse la fontaine de la Rotonde, débouche à nouveau sur le cours Mirabeau.
Depuis les années 1960, la ville s'est considérablement étendue vers l'ouest, d'abord par la construction de la ZUP d'Encagnane et ZAC du Jas-de-Bouffan, le long des voies : avenue de l'Europe, route de Galice et route d'Éguilles. L'extension d'Aix ne s'est jamais arrêtée depuis. Le Nord du quartier d'Encagnane (Casino Partouche) et les nouveaux quartiers des Allées-Provençales et Cité-du-Livre (anciennes friches industrielles) constituent désormais le centre-ville.

#### Gastronomie

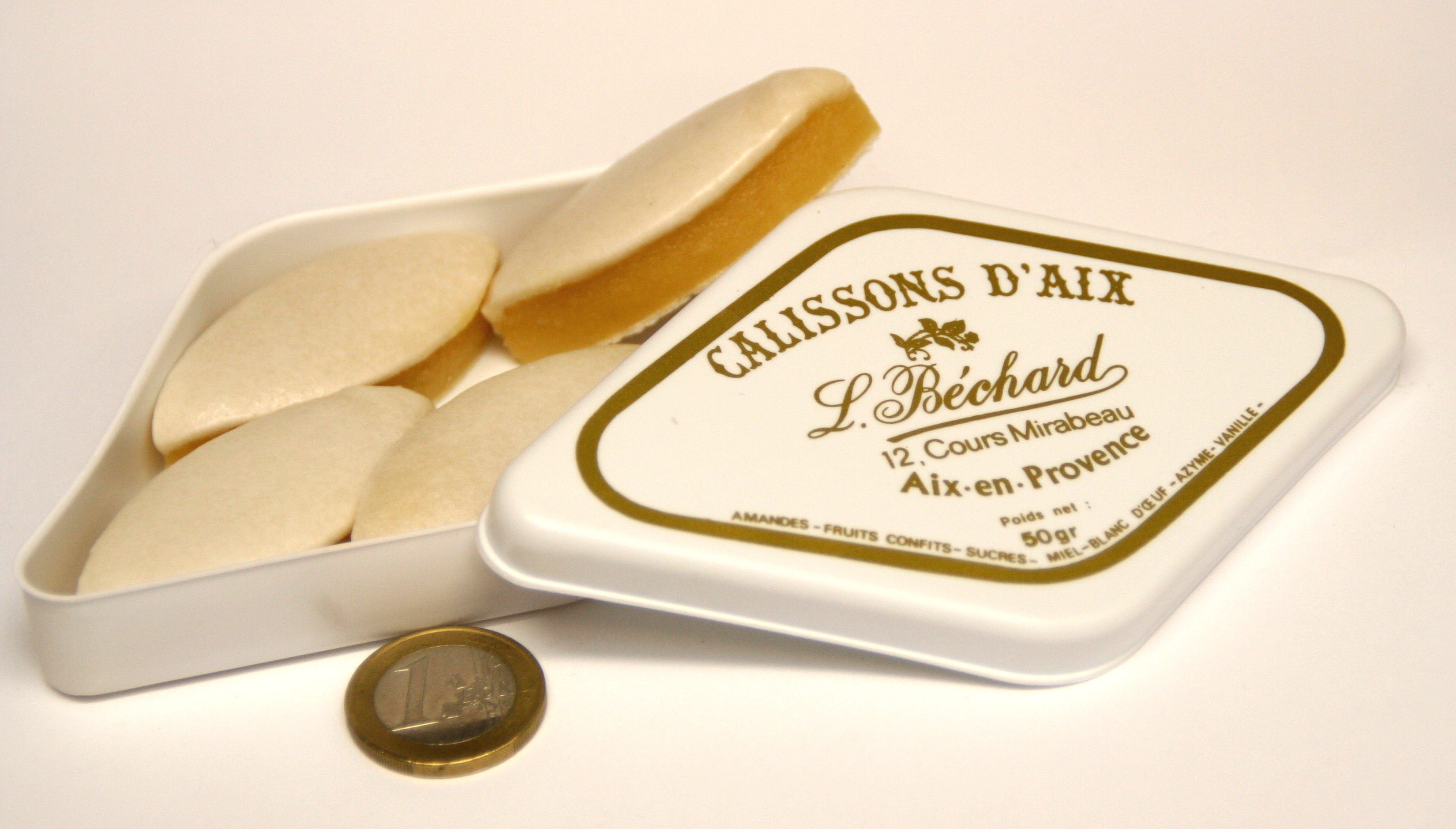
Calissons d'Aix.

La cuisine aixoise est une cuisine provençale et méditerranéenne caractérisée par l'importante utilisation de produits frais : poissons, légumes, fruits. On y consomme donc l'essentiel de la cuisine méditerranéenne et, notamment, la soupe au pistou, la daube provençale, les pieds-paquets et l'aïoli. La réelle spécialité de la ville, toutefois, est une confiserie connue sous le nom de « calissons d'Aix ». Ces calissons sont réalisés à base de pâte d'amandes aromatisée au melon et à l'orange confits, qui sont la spécialité de la ville depuis le XVIIe siècle.

### Personnalités liées à Aix-en-Provence

#### Personnalités nées à Aix-en-Provence

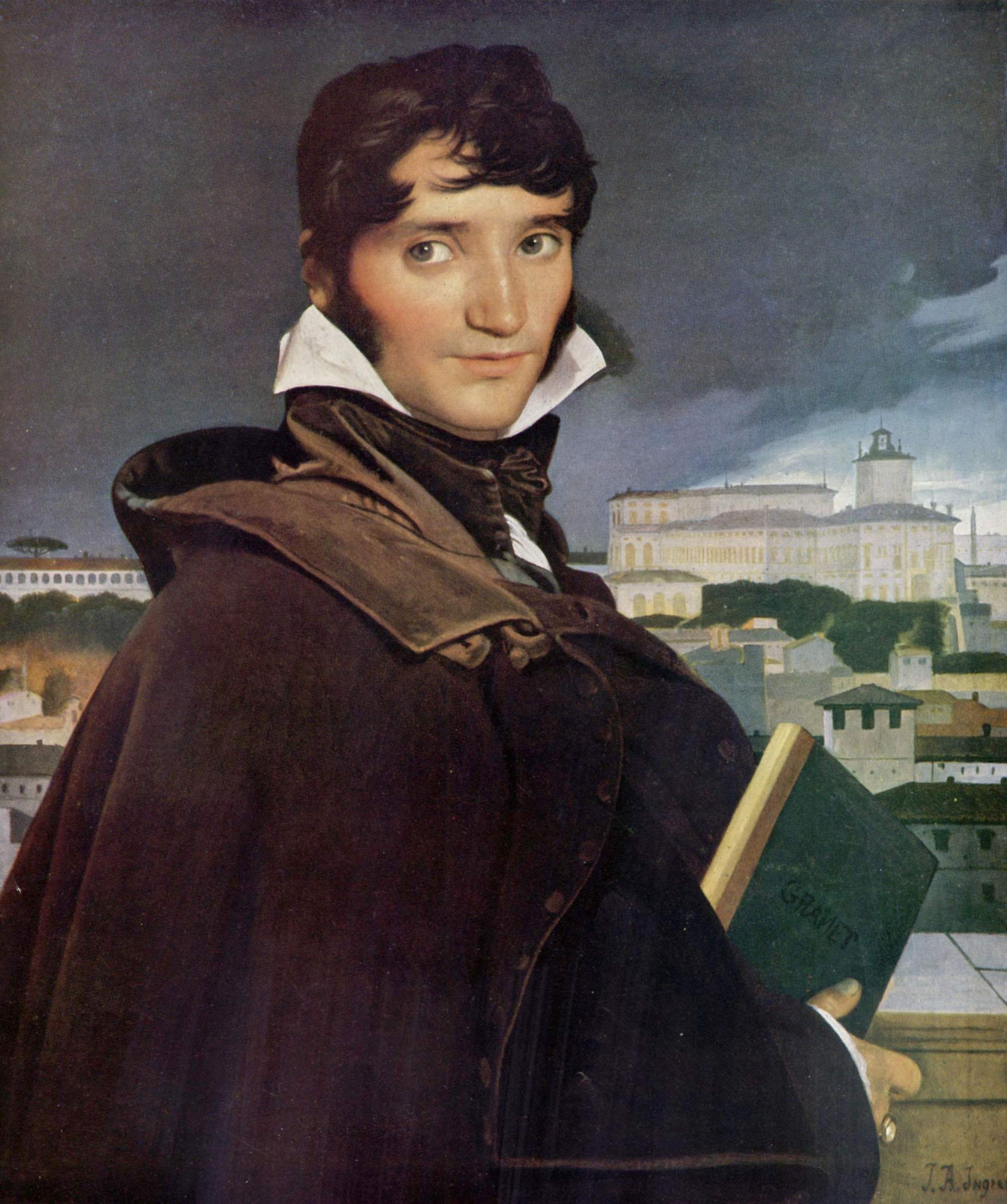
François Marius Granet.

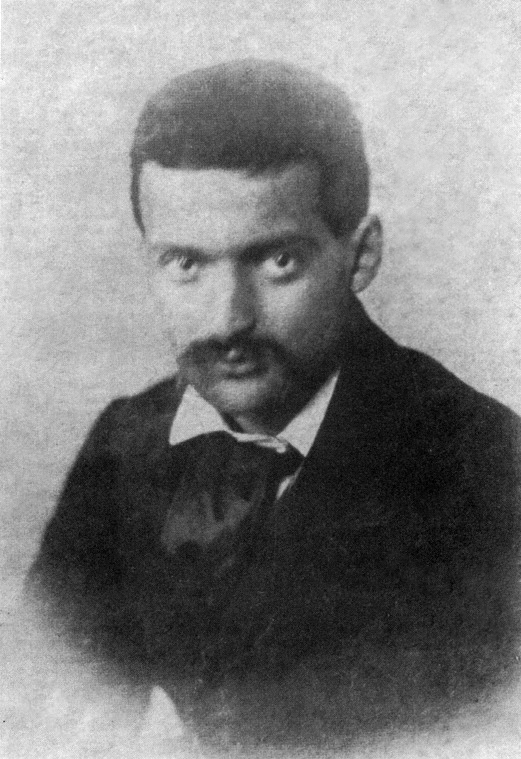
Paul Cézanne (v. 1861).

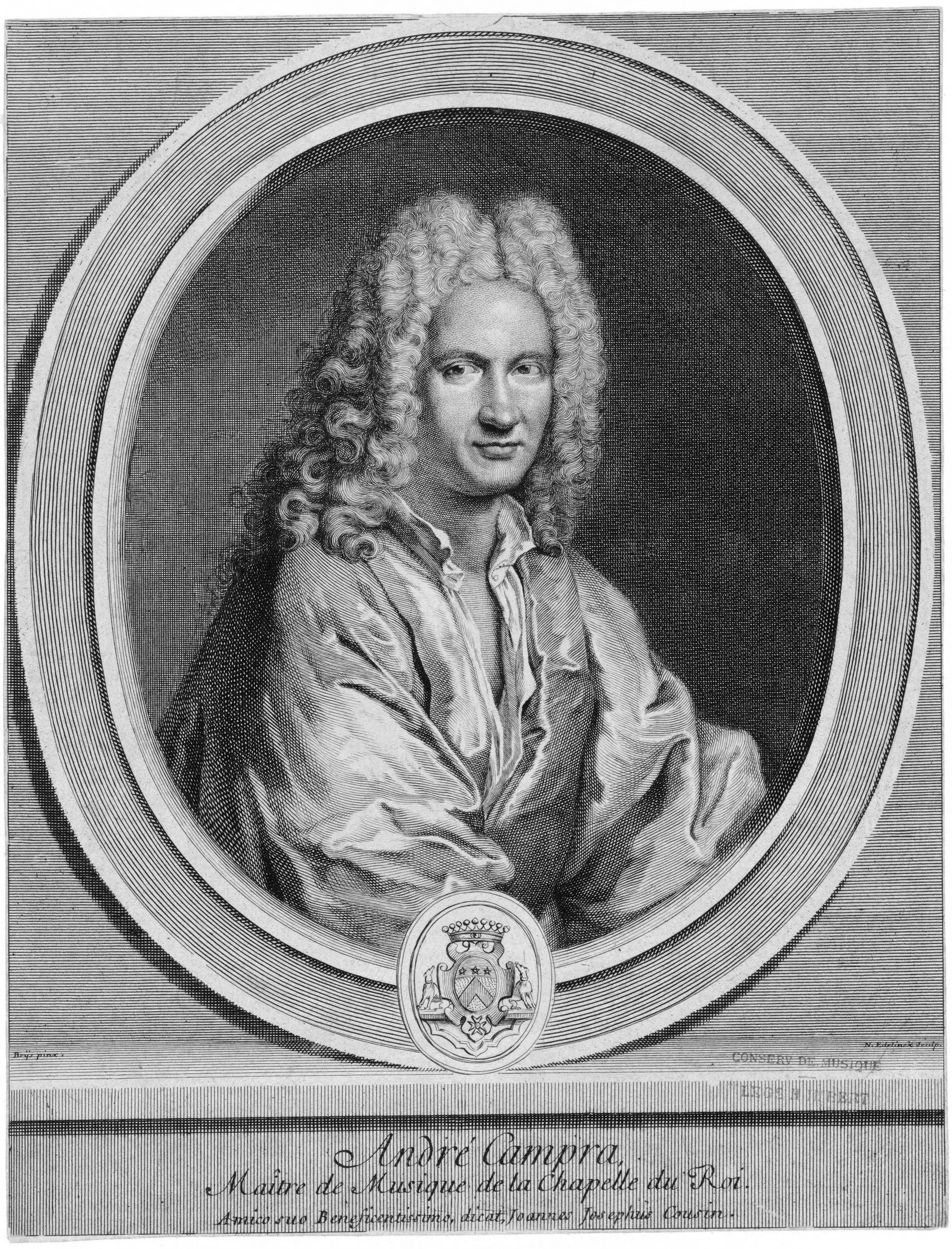
André Campra.

De nombreuses personnalités ont vu le jour à Aix-en-Provence. L'une d'elles, Paul Cézanne (1839-1906), peintre de la montagne Sainte-Victoire, avait un jour écrit : « Quand j'étais à Aix, il me semblait que je serais mieux autre part, maintenant que je suis ici, je regrette Aix… Quand on est né là-bas, c'est foutu, rien ne vous dit plus. » Plusieurs autres artistes sont nés dans cette ville : André Campra (1660-1744) compositeur, Jean-Baptiste van Loo (1684-1745), François Marius Granet (1775-1849), Jacques Pellegrin (né en 1944) sont du nombre des peintres, mais des écrivains peuvent aussi être cités, comme Louise Colet (née Révoil) (1810-1876), Paul Alexis (1847-1901), Alfred Capus (1857-1922), académicien de 1914 à sa mort en 1922, Folco de Baroncelli-Javon (1869-1943), Joachim Gasquet (1873-1921) ou encore José de Bérys (1883-1957), Bruno Durand (1890-1975). Aix-en-Provence est aussi une ville qui a vu la naissance de plusieurs artistes : le compositeur Emmanuel de Fonscolombe (1810-1875), le couturier Emanuel Ungaro (né en 1933), le sculpteur Beppo (né en 1943), la pianiste Hélène Grimaud (née en 1969) ou l'actrice Mylène Jampanoï (née en 1980).
De nombreux sportifs se sont révélés. Eux aussi sont nés à Aix-en-Provence : Raoul Giraudo (1932-1995) ; Henri Michel (né en 1947), ancien footballeur et entraîneur de nombreuses équipes de football ; Franck Cammas, (né en 1972), navigateur ; Arnaud Clément (né en 1977), tennisman ; Virginie Dedieu (née en 1979), triple championne du monde de natation synchronisée ou bien Ouissem Belgacem (né en 1988), joueur de football.
Aix-en-Provence est aussi une ville d'hommes d'Église ou de politiciens et, ce, depuis des siècles ; Éléonore de Provence (1223-1291), reine consort de Henri III d'Angleterre, en est un exemple marquant. Il est aussi possible d'évoquer la famille de Duranti (XIVe – XIXe siècle), une famille de la noblesse de robe qui a donné plusieurs consuls à la ville, puis des conseillers en la Chambre des comptes et un général de l'ordre des Minimes, confesseur du roi Henri III. Jean Cabassus (1604-1685), théologien et confesseur du cardinal Grimaldi. Bruno-Philibert Audier-Massillon (1746-1822), magistrat et homme politique français des XVIIIe et XIXe siècles est aussi né dans la ville, tout comme Jean Espariat (1747-1827), premier maire d'Aix, Eugène de Mazenod (1782-1861), évêque de Marseille canonisé en 1995, de François-Auguste Mignet (1796-1884), historien et conseiller d'État ou Maurice Rouvier (1842-1911), homme politique ou le cardinal-archevêque de Paris Joseph Hippolyte Guibert, constructeur de la basilique du Sacré-Cœur à Paris.

### Personnalités décédées à Aix-en-Provence
Le chanoine Granger (1842-1930) missionnaire de la Délivrande, ancien aumônier militaire, chanoine honoraire de Bayeux

#### Autres personnalités

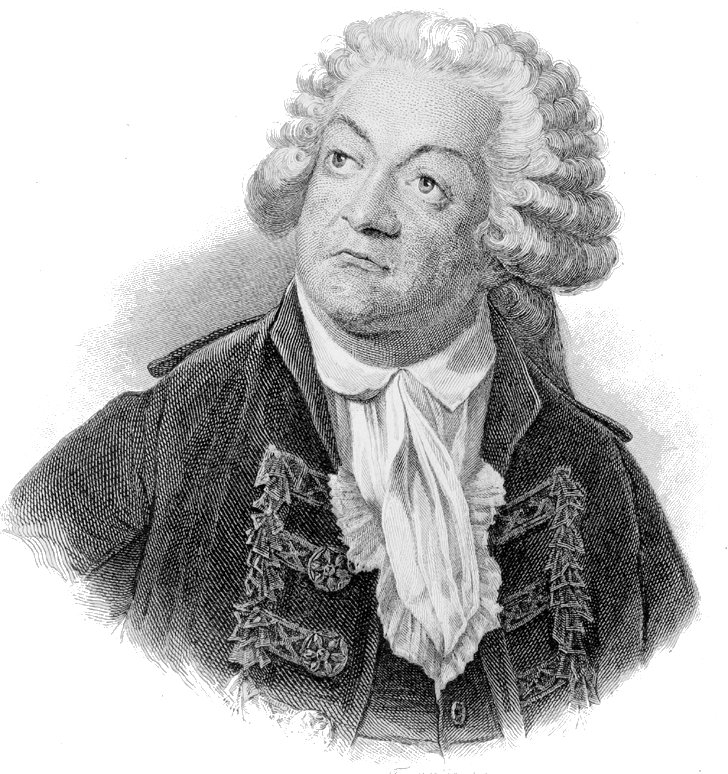
Honoré Gabriel Riqueti de Mirabeau.

Mais beaucoup de personnes dont la vie a considérablement marqué, voire transformé la ville d'Aix-en-Provence, méritent aussi d'être évoquées, même si elles n'y sont pas nées. Honoré Gabriel Riqueti de Mirabeau (1749-1791), député du Tiers état des États généraux en 1789, en est un exemple marquant ; son nom est aujourd'hui associé de manière étroite à la ville d'Aix-en-Provence, au point d'avoir donné son nom à sa rue la plus célèbre, le cours Mirabeau.
Le plus ancien personnage lié à Aix-en-Provence est peut-être Mitre d'Aix, aussi appelé saint Mitre (433-466), saint catholique et orthodoxe ayant évangélisé Aix et dont le culte s'est perpétué au fil des siècles.
Aix, du fait de sa position d'ancienne capitale de la Provence et de siège du Parlement de Provence et du tribunal civil, a eu très tôt vocation à attirer les hommes politiques les plus réputés, tels Raimond Bérenger IV de Provence (1199-1245), comte de Provence et de Forcalquier, dernier des comtes catalans à régner en Provence, Jean-Étienne-Marie Portalis (1746-1807), homme d'État, jurisconsulte, philosophe du droit français et corédacteur du Code civil, Jean Joseph Pierre Pascalis (1732-1790), avocat, assesseur d'Aix et procureur du pays de Provence sous l'Ancien Régime ou Adolphe Thiers (1797-1877), avocat, journaliste, historien et homme d’État français. Nicolas-Claude Fabri de Peiresc, bien que né à Belgentier (Var) le 1er décembre 1580, a passé toute sa vie à Aix-en-Provence, où il fut conseiller au Parlement ; il est mort à Aix le 24 juin 1637 et a été enterré en l'église de la Madeleine.
Mais Aix-en-Provence étant aussi une ville d'arts, on dénombre de nombreux artistes qui y ont fait leur carrière ou bien une partie de celle-ci : Jean-Baptiste Boyer d'Argens (1703-1771), Émile Zola (1840-1902), Blaise Cendrars (1887-1961), tous écrivains ; Fernand Pouillon (1912-1986), architecte ; Jean Murat (1888-1968), acteur français ; Darius Milhaud (1892-1974), compositeur français de musique classique, décédé à Genève, mais enterré à Aix (selon ses souhaits) ; Bruno Étienne (1937-2009), professeur d'université. Le célèbre botaniste Gaston de Saporta (1823-1895), né à Saint-Zacharie (Var), a vécu tout le restant de sa vie à Aix-en-Provence. En musique, Gérald de Palmas et Christophe Maé sont aussi liés à la ville, de même que le compositeur et clarinettiste Jean-Christian Michel, qui y réside depuis 1975.
Le philosophe Maurice Blondel (1861-1949) fit presque toute sa carrière à Aix-en-Provence.
Le pédagogue Pierre Estienne dirigea l'école normale d'Aix-en-Provence de 1903 à 1907, date de sa mort.
Le sculpteur et céramiste français Émile Just Bachelet (1892-1981) a fini ses jours à Aix-en-Provence.
Romain Gary a étudié dans la ville, et en laisse un souvenir nostalgique dans son roman autobiographique La Promesse de l'aube.

### Héraldique, logotype et devise
| Blason de Aix-en-Provence | Blason  | D'or aux quatre pals de gueules, au chef tiercé en pal : au 1er d'argent à la croix potencée d'or cantonnée de quatre croisettes du même (croix de Jérusalem), au 2e d'azur semé de fleurs de lys d'or brisé en chef d'un lambel de cinq pendants de gueules, au 3e d'azur semé de fleurs de lys d'or à la bordure de gueules. Ornements extérieurscroix de guerre 1939-1945 Devise / CriGeneroso sanguine parta (« Issue d'un noble sang ») |
| Blason de Aix-en-Provence | Détails | Ces armes ont été composées à partir de celles des comtes de Barcelone et rois d'Aragon, qui ont été comtes de Provence, sommées d'un chef composé d'armes des comtes capétiens : rois de Jérusalem et de Naples, ducs d'Anjou. Il y a cependant une énigme car les rois de Naples avaient un lambel à trois pendants alors que celui d'Aix est à cinq pendants. Le statut officiel du blason reste à déterminer.                            |

Le drapeau utilisé par la ville est composé de deux bandes : l'une rouge et l'autre jaune, qui sont les couleurs de la Provence. Selon certaines sources, un drapeau écartelé rouge et jaune aurait également existé.

Drapeau utilisé par la ville.